# 訃報 2020年5月
訃報 2020年5月（ふほう 2020ねん5がつ）では、2020年5月に物故した、又は物故が報じられた人物についてまとめる。

## (1日 - 15日)

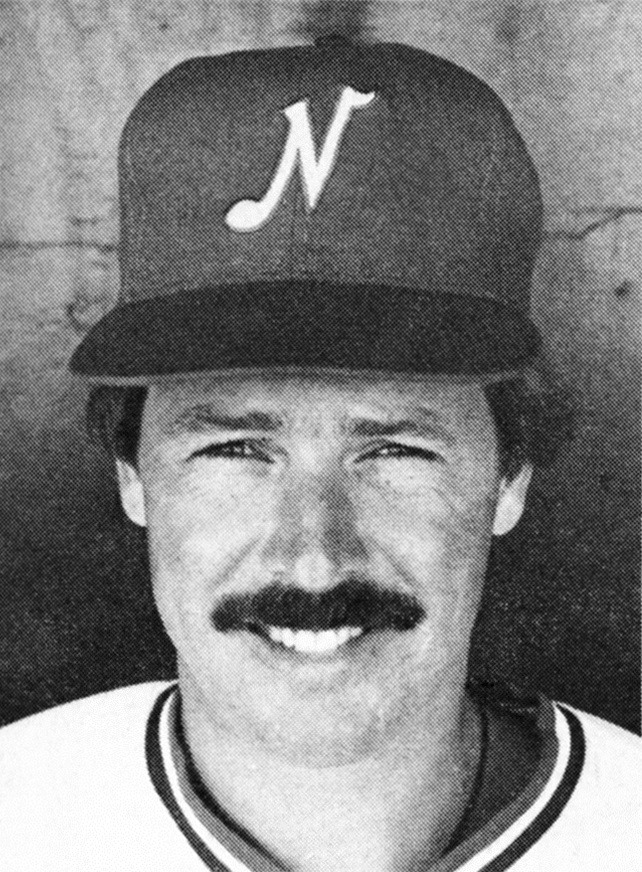
マット・キーオ／5月1日没

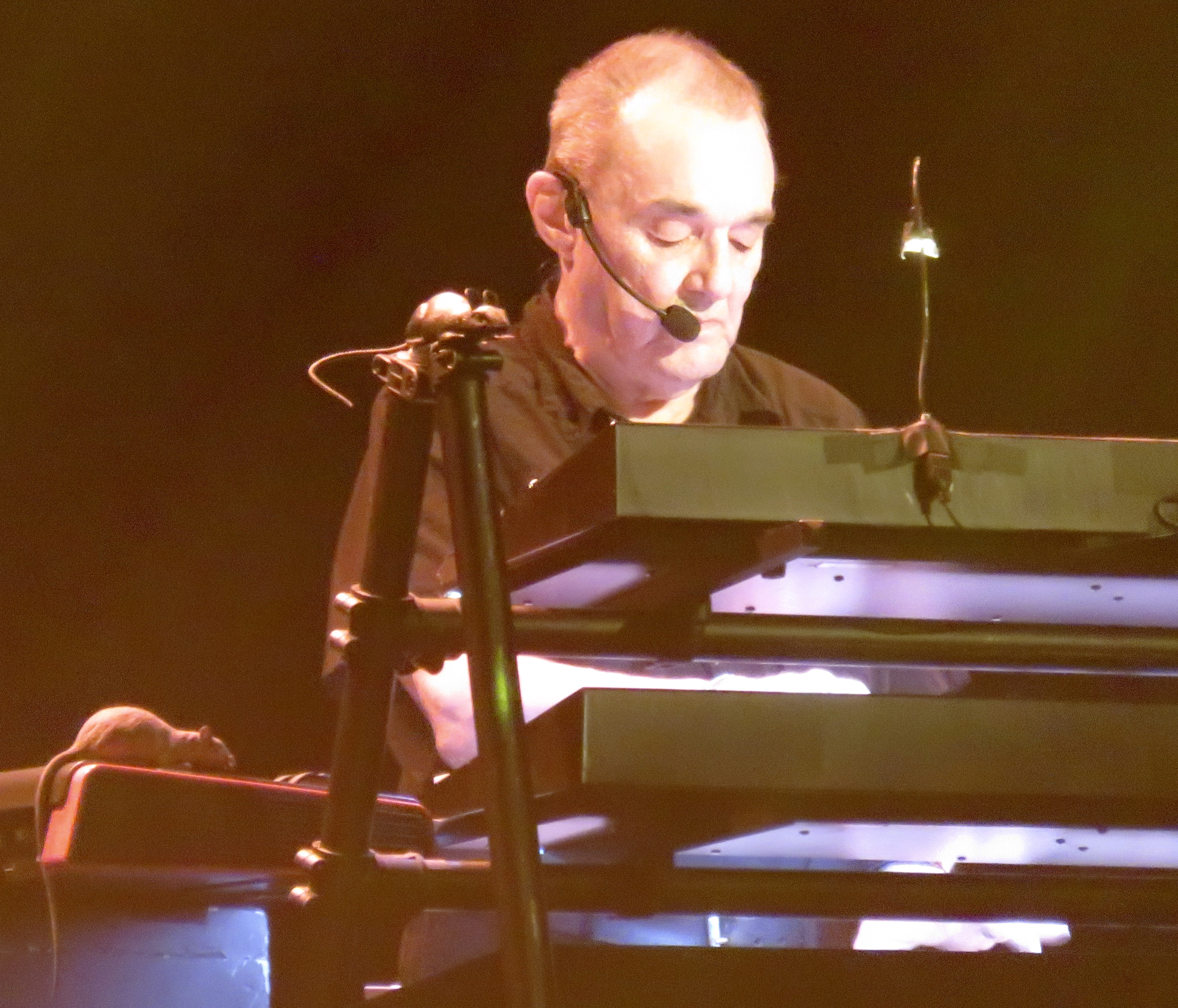
デイブ・グリーンフィールド／5月3日没

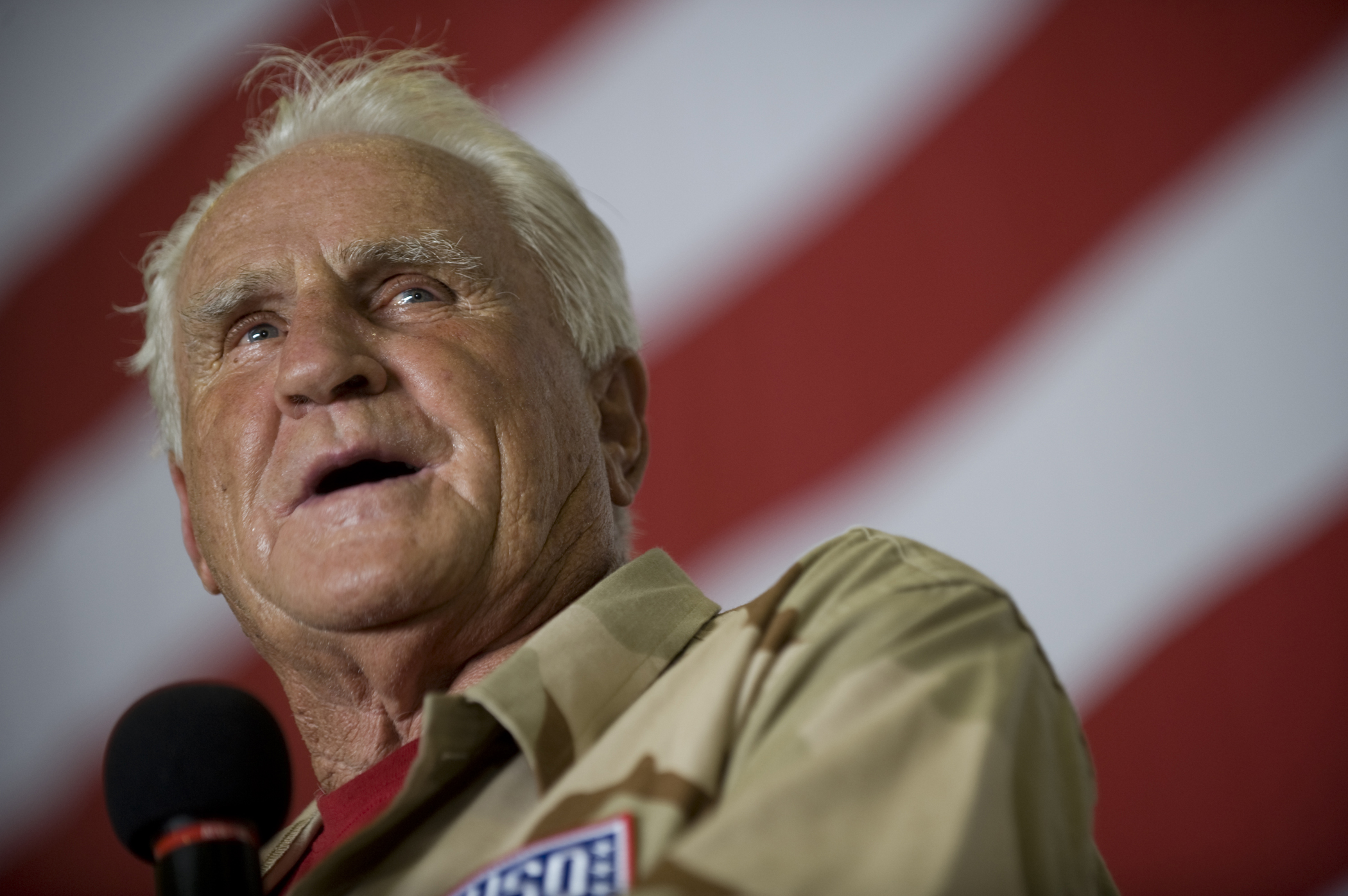
ドン・シュラ／5月3日没

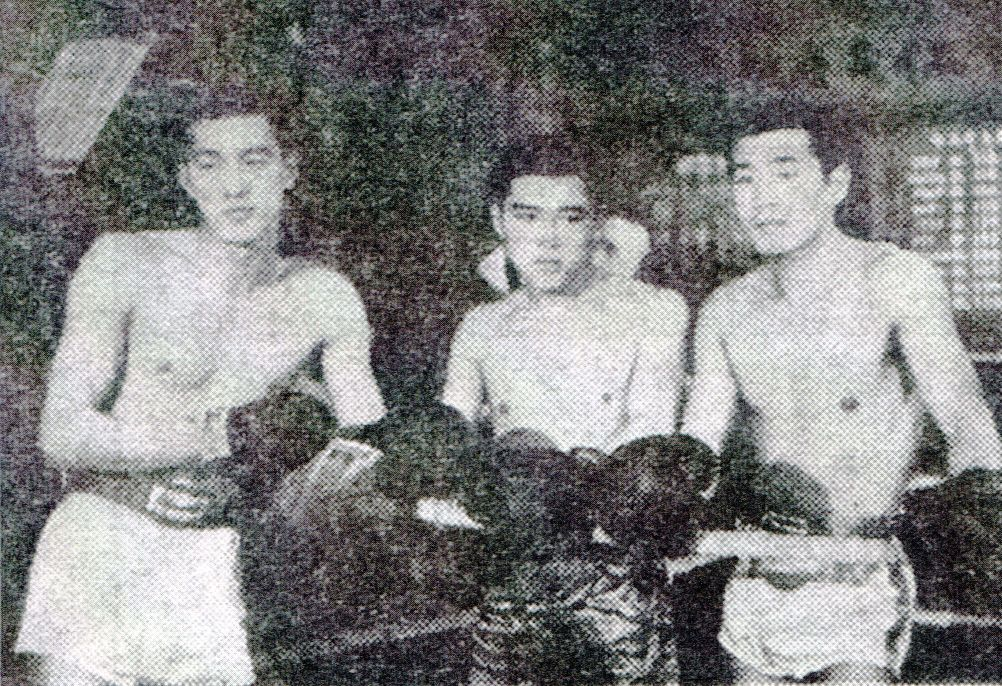
藤本勲（左）／5月5日没

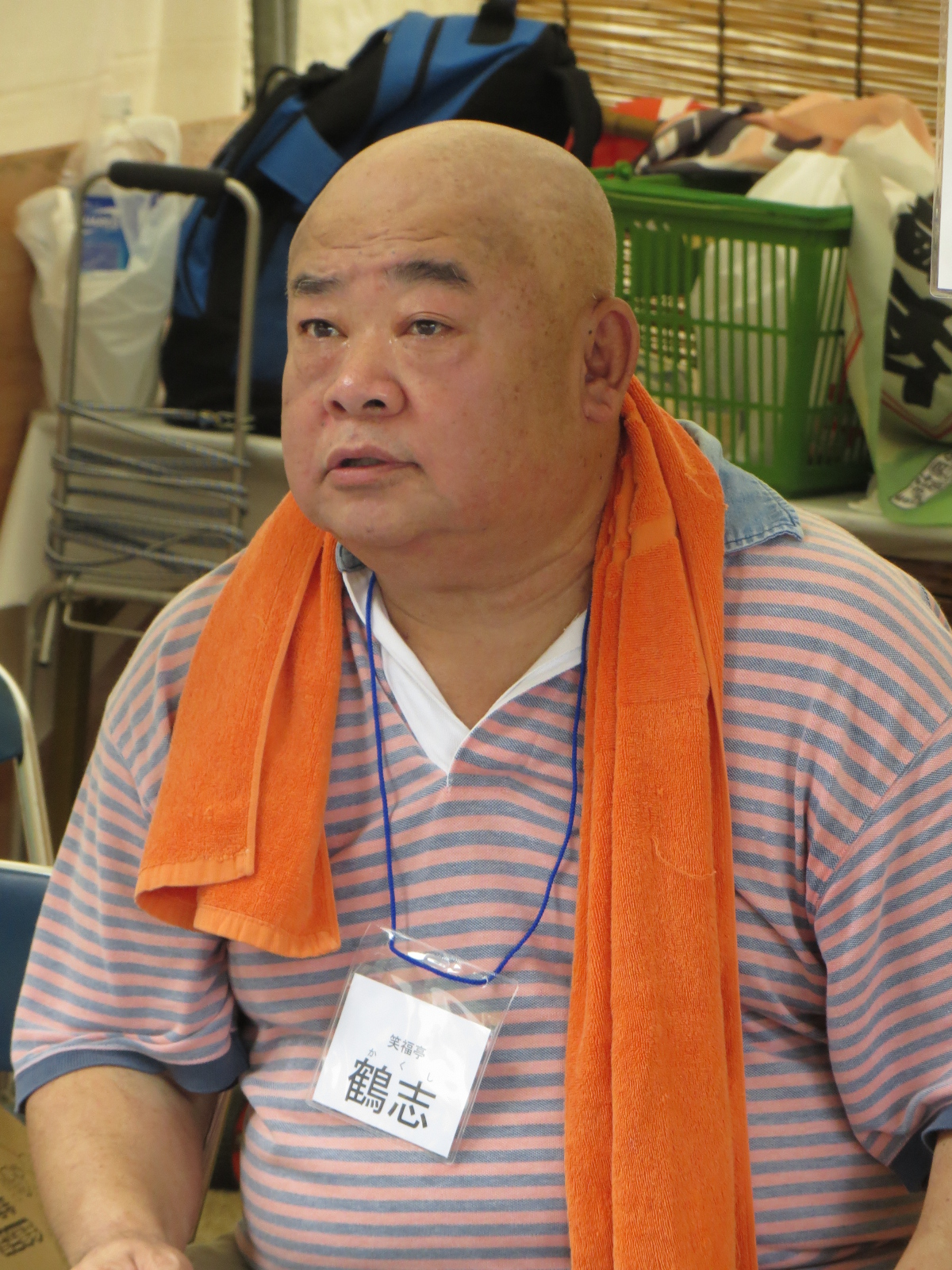
笑福亭鶴志／5月8日没

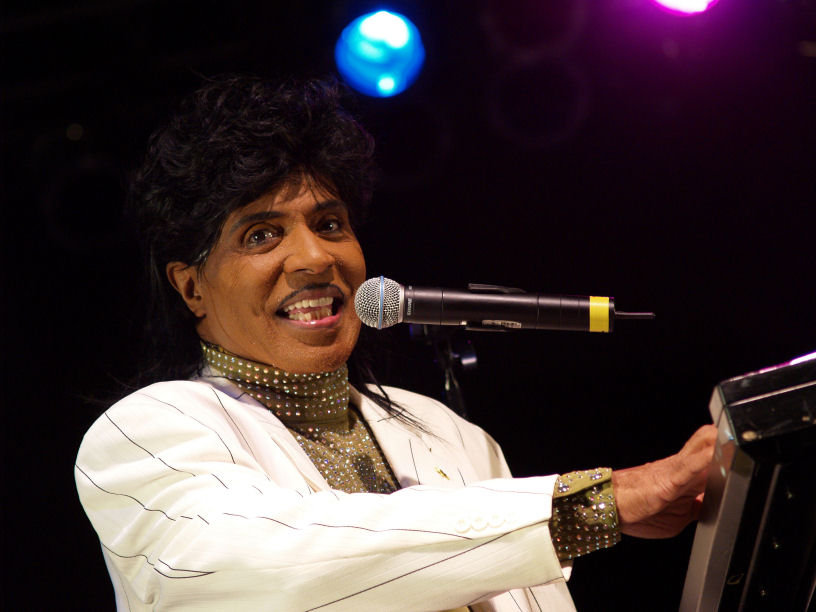
リトル・リチャード／5月9日没

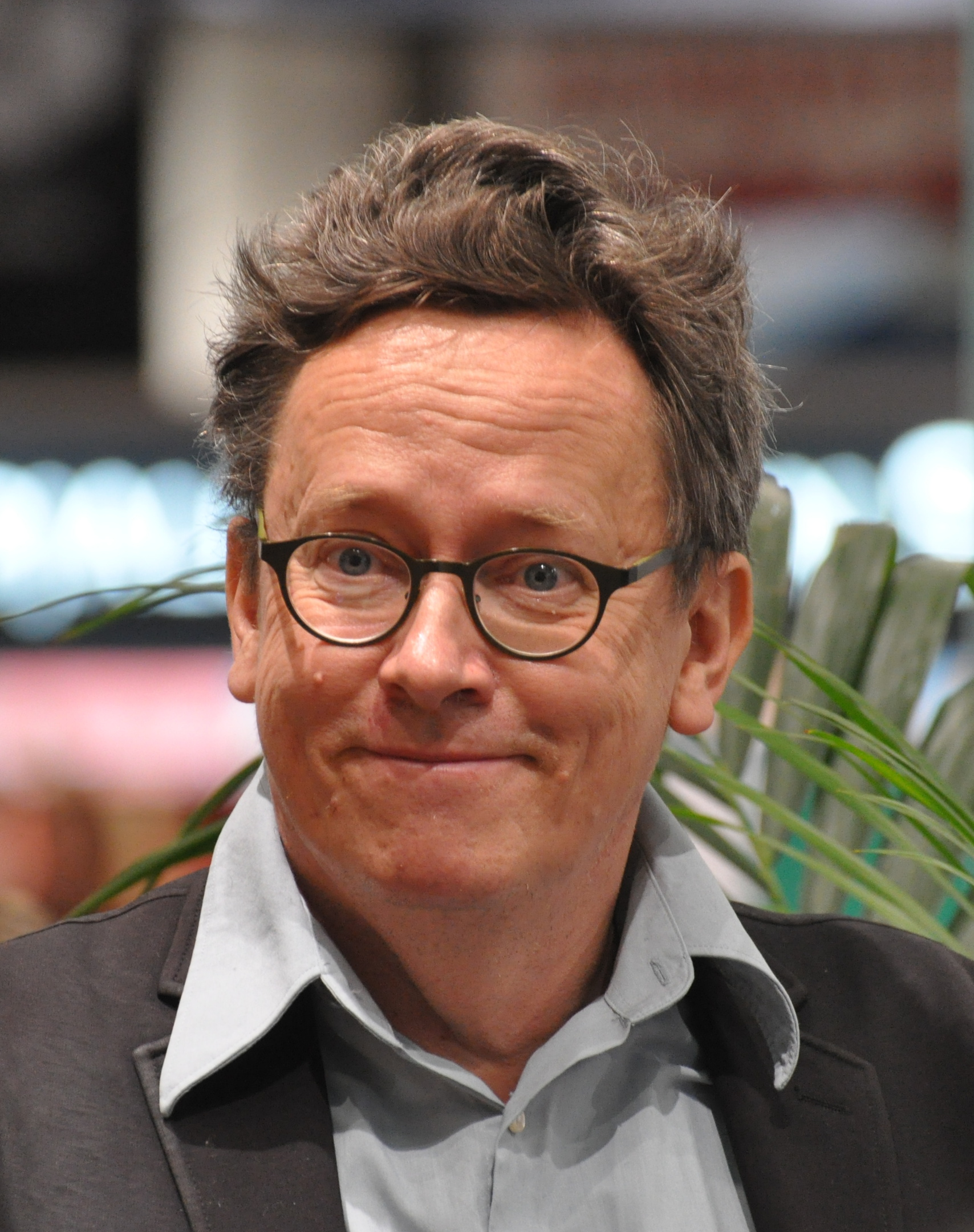
ティモ・ホンケラ／5月9日没

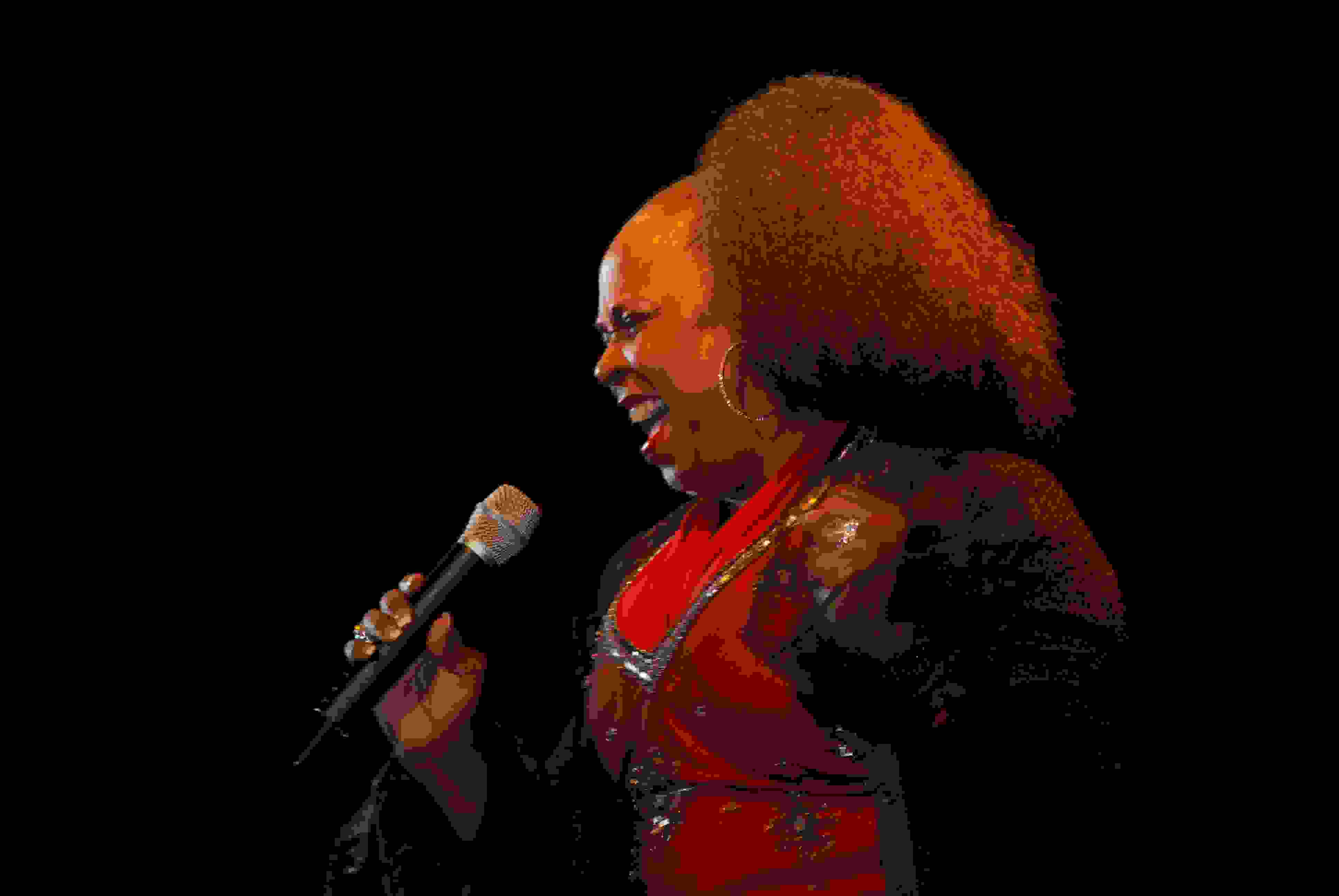
ベティ・ライト／5月10日没

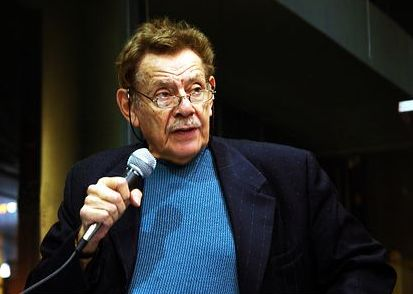
ジェリー・スティラー／5月11日没

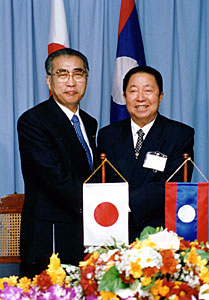
シーサワット・ケーオブンパン（右）／5月12日没

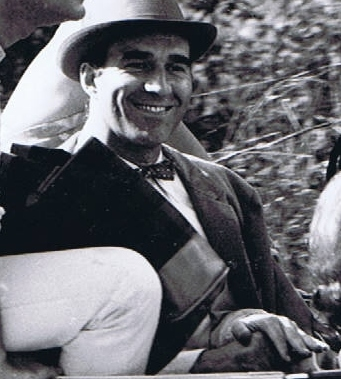
ミシェル・ピコリ／5月12日没

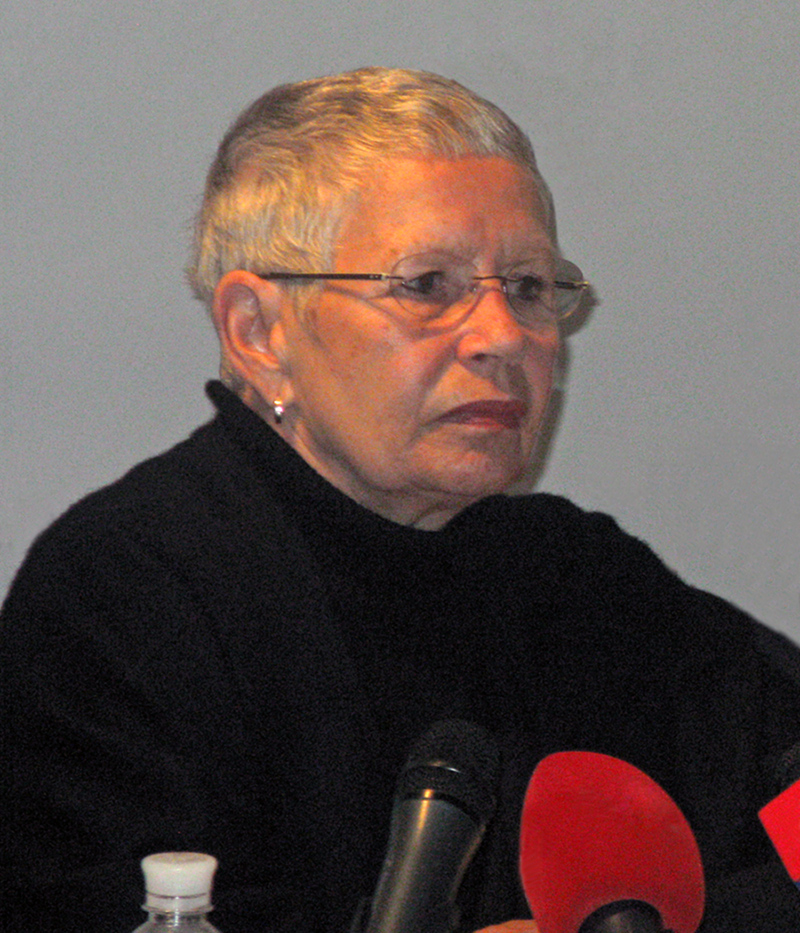
アストリッド・キルヒャー／5月12日没

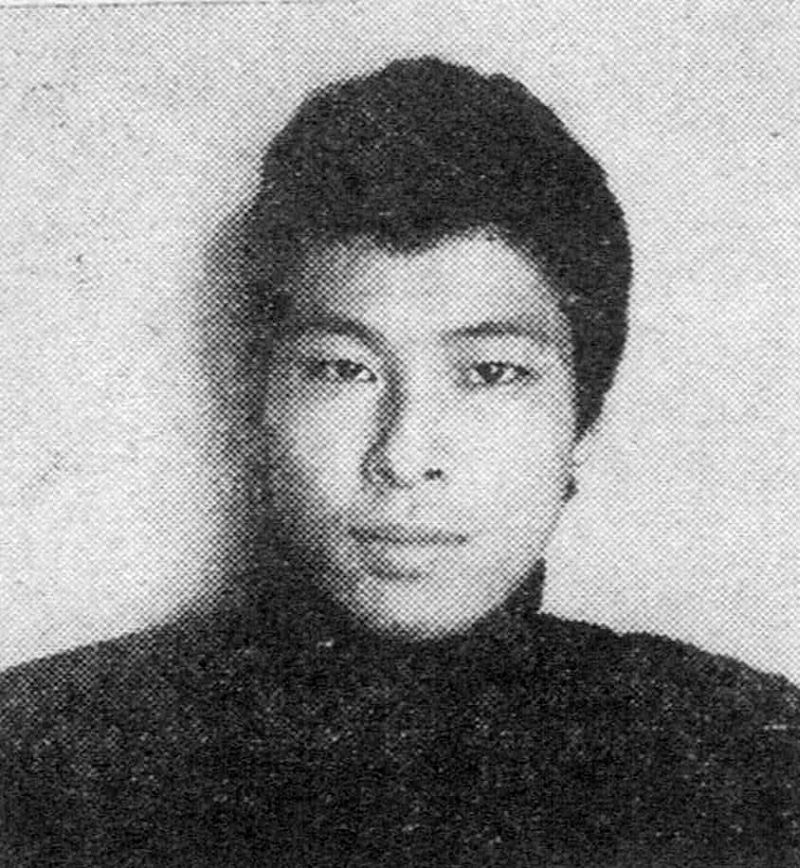
ジョージ秋山／5月12日没

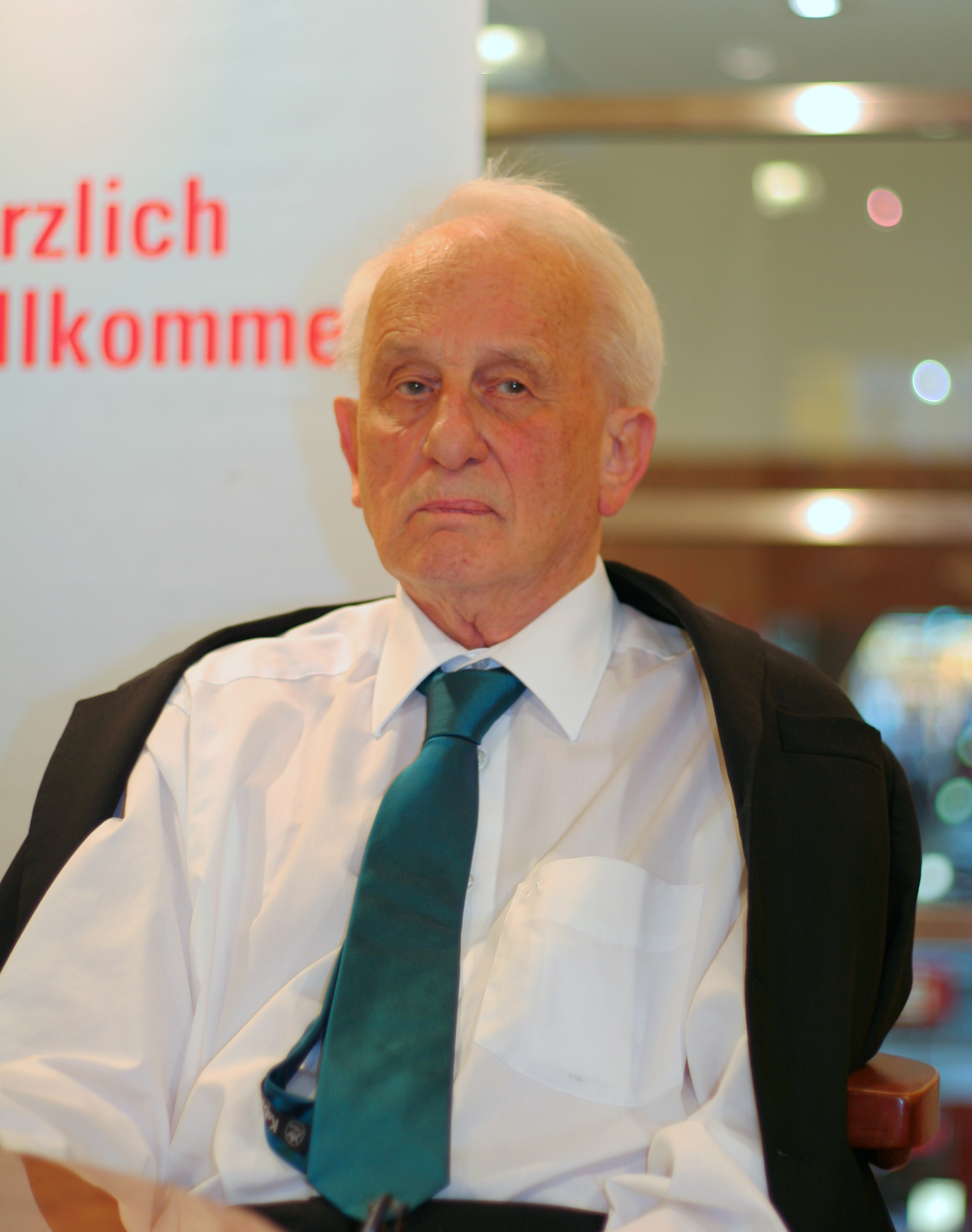
ロルフ・ホーホフート／5月13日没

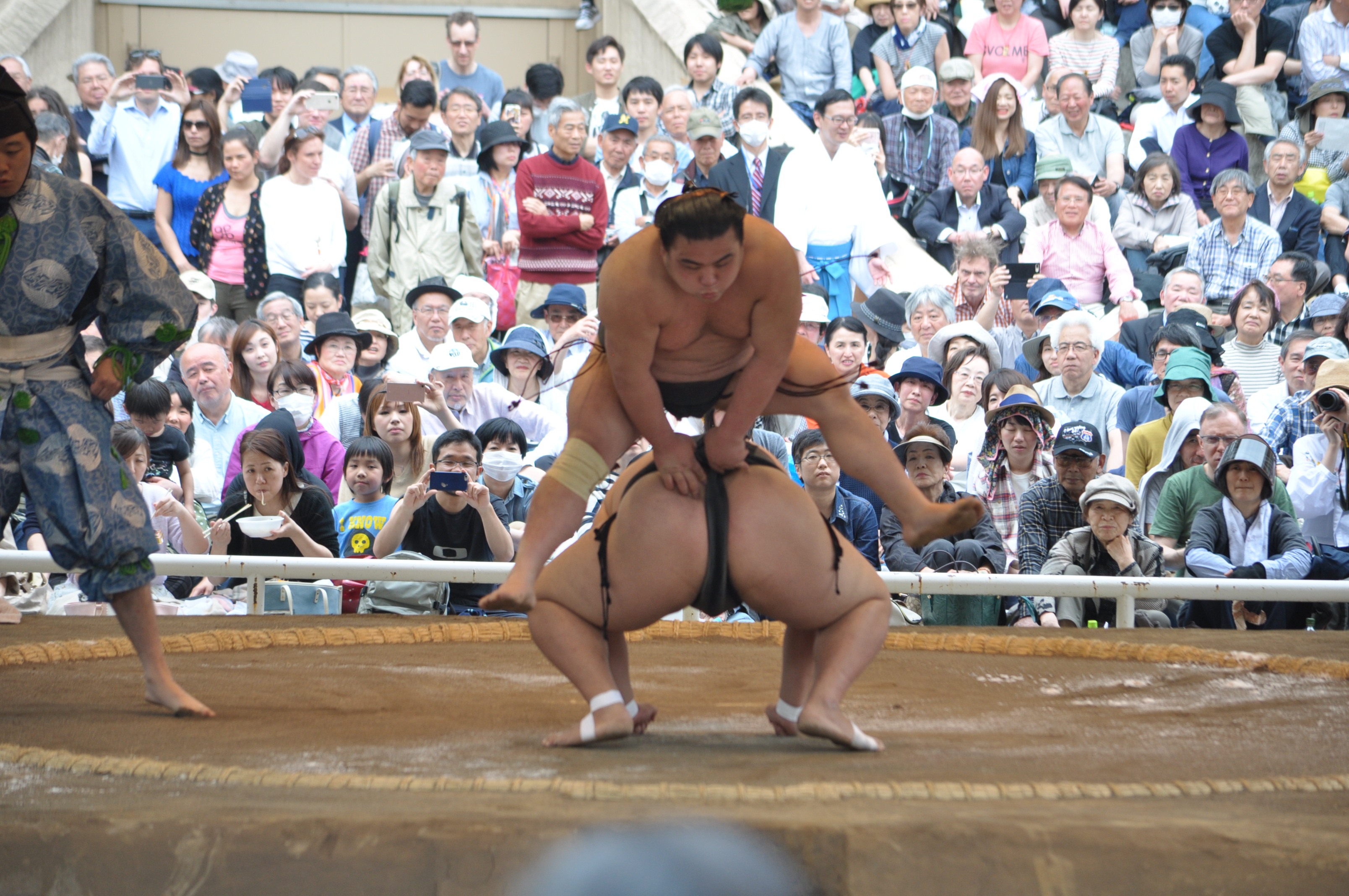
勝武士幹士（上）／5月13日没

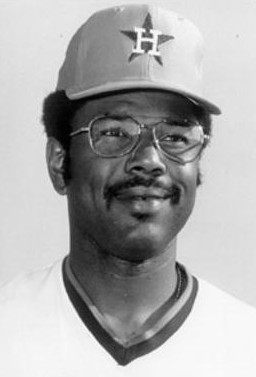
ボブ・ワトソン／5月14日没

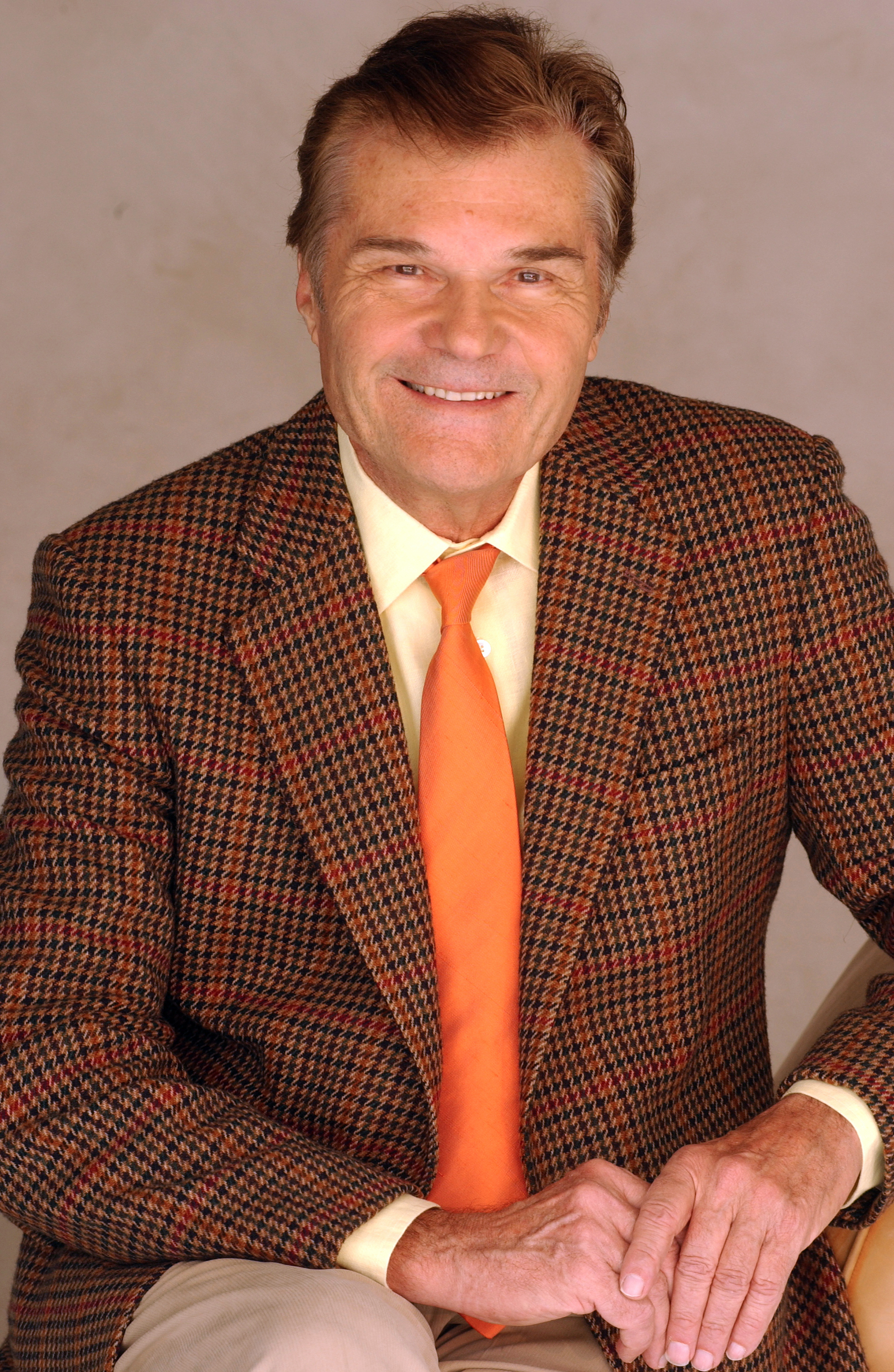
フレッド・ウィラード／5月15日没

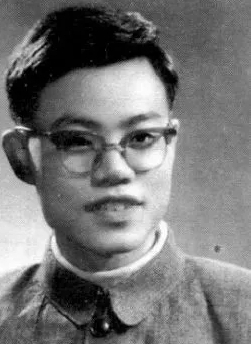
葉永烈／5月15日没

- 5月1日 - トゥン・ティン（英語版）、ミャンマーの元軍人、政治家、元ビルマ連邦社会主義共和国首相（* 1920年）[1]
- 5月1日 - 本田幸子、日本の囲碁棋士（* 1930年）[2][3]
- 5月1日 - 於梨華（中国語版）、台湾の小説家（* 1931年）[4]
- 5月1日 - ゲオルギオス・ザイミス（英語版）、ギリシャの元セーリング選手、1960年ローマオリンピックドラゴン級金メダリスト（* 1937年）[5]
- 5月1日 - 田中禮子、日本の書家（* 1939年?）[6]
- 5月1日（訃報公表日） - 眞田睦明、日本のレーシングドライバー（* 1942年）[7]
- 5月1日 - 長谷川郁夫、日本の文芸編集者、小澤書店創業者（* 1947年）[8]
- 5月1日 - 佐藤賢二、日本の地方競馬調教師【千葉県競馬組合所属】、元騎手（* 1950年）[9]
- 5月1日 - マット・キーオ、アメリカ合衆国の元野球選手【オークランド・アスレティックス・阪神タイガースなどに所属】（* 1955年）[10][11]
- 5月1日 - 丁海遠、大韓民国の元サッカー選手・指導者、元同国代表（* 1959年）[12]
- 5月1日 - 木藤聡子、日本の声優（* 1962年）[13]
- 5月2日 - ロジャー・ホーチョウ（英語版）、アメリカ合衆国の実業家、演劇プロデューサー（* 1928年）[14]
- 5月2日 - リッチー・コール（英語版）、アメリカ合衆国のジャズサクソフォーン奏者（* 1948年）[15]
- 5月2日 - イディール（英語版）、アルジェリアの歌手（* 1949年）[16]
- 5月2日 - 野間美由紀、日本の漫画家（* 1960年）[17]
- 5月2日 - 高木椋太、日本のシャンソン歌手（* 1962年）[18]
- 5月2日 - ビン・リウ、シンガポール出身?のアメリカ合衆国の科学者、ピッツバーグ大学助教授（* 1983年?）[19]
- 5月3日 - タンプイン・チャナット・ピヤウイ（英語版）、タイ王国の実業家、デュシット・インターナショナル創業者（* 1924年）[20]
- 5月3日 - エルドレッド・ソルトウェル（英語版）、アメリカ合衆国のMLBゼネラルマネージャー、元シカゴ・カブスGM（* 1924年）[21]
- 5月3日 - ジョン・エリクソン（英語版）、ドイツ出身のアメリカ合衆国の俳優（* 1926年）[22]
- 5月3日 - ロザリンド・エリアス、アメリカ合衆国のメゾソプラノ歌手（* 1930年）[23]
- 5月3日 - 梅原郁、日本の東洋史学者、京都大学名誉教授（* 1934年）[24][25]
- 5月3日 - ボブ・ランダー（英語版）、スウェーデンのロックミュージシャン、スプートニクス（英語版）メンバー（* 1942年）[26]
- 5月3日 - デイブ・グリーンフィールド、イギリスのキーボーディスト、ストラングラーズメンバー（* 1949年）[27]
- 5月3日 - モハメッド・ベン・オマル（英語版）、ニジェールの政治家、雇用・労働・社会保障相（* 1965年）[28]
- 5月4日 - ジーン・アードマン（英語版）、アメリカ合衆国のダンサー、振付師（* 1916年）[29]
- 5月4日 - 塚田満江、日本の文学者、京都女子大学名誉教授（* 1918年）[30]
- 5月4日 - 志垣民郎、日本の内閣官房職員、元内閣調査室主幹（* 1922年）[31]
- 5月4日 - ローン・マンロー（英語版）、アメリカ合衆国のチェロ奏者（* 1924年）[32]
- 5月4日 - ドン・シュラ、アメリカ合衆国のNFL選手・指導者、プロフットボール殿堂（* 1930年）[33]
- 5月4日 - フレデリック・C・ティリス（英語版）、アメリカ合衆国の作曲家、ジャズサクソフォーン奏者、音楽教育家、マサチューセッツ大学アマースト校名誉教授（* 1930年）[34]
- 5月4日 - 青木栄一、日本の地理学者、東京学芸大学名誉教授（* 1932年）[35]
- 5月4日 - マイケル・マクルーア（英語版）、アメリカ合衆国の詩人、劇作家（* 1932年）[36]
- 5月4日 - フロイラン・テノリオ、北マリアナ諸島の政治家、第4代北マリアナ諸島知事（* 1939年）[37]
- 5月4日 - アウヂール・ブランキ（ポルトガル語版）、ブラジルの作詞家（* 1946年）[38]
- 5月4日 - 大海和久、日本の実業家、元中部日本放送常務（* 1949年または1950年）[39][40]
- 5月4日 - ドラガン・ヴチッチ（英語版）、北マケドニアの歌手、作曲家（* 1955年）[41]
- 5月4日 - 渋谷稔也、日本の元プロゴルファー、元日本プロゴルフ協会副会長（* 1958年）[42]
- 5月5日 - 野沢一馬、日本の歌手（* 1923年）[43][44]
- 5月5日 - 歐陽漪棻（中国語版）、台湾の軍人、中華民国空軍上校（* 1929年）[45]
- 5月5日 - 藤本勲、日本の元キックボクサー・指導者（* 1942年）[46]
- 5月5日 - アルフレッド・ウガンダ・ロバーツ（英語版）、アメリカ合衆国のパーカッショニスト（* 1943年）[47]
- 5月5日 - スウィートピー・アトキンソン、アメリカ合衆国のR&Bシンガー、ウォズ (ノット・ウォズ)メンバー（* 1945年）[48]
- 5月5日 - ミリー・スモール（英語版）、ジャマイカの歌手（* 1946年）[49]
- 5月6日 - メアリー・プラット（英語版）、アメリカ合衆国の元女子プロ野球選手（* 1918年）[50]
- 5月6日 - ノルベルト・バラチュ（英語版）、オーストリアの合唱指揮者（* 1928年）[51]
- 5月6日 - 大沢博、日本の栄養学者、岩手大学名誉教授（* 1928年）[52]
- 5月6日 - 三好昭一郎、日本の郷土史家（* 1929年）[53]
- 5月6日 - バリー・ファーバー（英語版）、アメリカ合衆国のラジオ番組司会者（* 1930年）[54]
- 5月6日 - ウィリー・ハウトヴァスト（オランダ語版）、オランダの作曲家、指揮者（* 1932年）[55]
- 5月6日 - 松田利之、日本の実業家、元小田急電鉄社長（* 1940年）[56]
- 5月6日 - ブライアン・ハウ（英語版）、イギリスの歌手、作詞家、元バッド・カンパニーメンバー（* 1953年）[57]
- 5月6日 - レスリー・ポープ、アメリカ合衆国の美術監督（* 1951年）[58]
- 5月6日 - ディミトリー・ボソフ（ロシア語版）、ロシアの実業家（* 1968年）[59]
- 5月7日 - ジョン・マカーディ（英語版）、アメリカ合衆国のバス歌手（* 1929年）[60]
- 5月7日 - パウル・クーニッチ、ドイツの言語学者（* 1930年）[61]
- 5月7日 - アンドレ・ハレル（英語版）、アメリカ合衆国の音楽プロデューサー（* 1960年）[62]
- 5月8日 - 永澤満、日本の高分子物性学者、名古屋大学名誉教授（* 1923年）[63]
- 5月8日 - マーク・バーカン（英語版）、アメリカ合衆国のソングライター、音楽プロデューサー（* 1934年）[64]
- 5月8日 - ロイ・ホーン（英語版）、アメリカ合衆国の奇術師（* 1944年）[65]
- 5月8日 - 中村薫、日本の真宗大谷派僧侶、仏教学者、同朋大学元学長・名誉教授（* 1948年）[66]
- 5月8日 - トマス・カルロヴィッチ（英語版）、アルゼンチンの元サッカー選手（* 1949年）[67]
- 5月8日 - 笑福亭鶴志、日本の落語家（* 1955年）[68]
- 5月8日 - テランス・シヌングルザ（英語版）、ブルンジの政治家、元同国副大統領（* 1959年）[69]
- 5月8日 - パスカル・フェオス（ドイツ語版）、ドイツのDJ、音楽プロデューサー（* 1968年）[70]
- 5月8日 - 西口洋平、日本の社会活動家、一般社団法人キャンサーペアレンツ代表理事（* 1980年?）[71]
- 5月9日 - リトル・リチャード、アメリカ合衆国の歌手（* 1932年）[72]
- 5月9日 - ウィノナ・リトルハート、アメリカ合衆国の元女子プロレスラー（* 1955年）[73]
- 5月9日 - ティモ・ホンケラ、フィンランドの計算機科学者（* 1962年）[74]
- 5月9日 - イップ・ルービング（英語版）、オランダのパフォーマンスアーティスト、チェスボクシング創始者（* 1974年）[75]
- 5月10日 - 小石原昭、日本の編集者（* 1927年）[76]
- 5月10日 - 白倉政司、日本の政治家、前山梨県北杜市長（* 1947年）[77]
- 5月10日 - ベティ・ライト、アメリカ合衆国のシンガーソングライター（* 1953年）[78]
- 5月11日 - ジェリー・スティラー、アメリカ合衆国の俳優、コメディアン（* 1927年）[79]
- 5月11日 - 松岡司、日本の近代史研究家、佐川町青山文庫名誉館長（* 1943年）[80]
- 5月11日 - ムーン・マーティン（英語版）、アメリカ合衆国のシンガーソングライター（* 1950年）[81]
- 5月11日 - アンドレア・リナルディ（英語版）、イタリアのサッカー選手（* 2000年）[82]
- 5月12日 - ミシェル・ピコリ、フランスの俳優、映画監督（* 1925年）[83]
- 5月12日 - シーサワット・ケーオブンパン、ラオスの軍人、政治家、初代国家副主席、第3代首相（* 1928年）[84]
- 5月12日 - アストリッド・キルヒャー、ドイツの写真家（* 1938年）[85]
- 5月12日 - 田中渥夫、日本の生化学者、京都大学名誉教授（* 1938年）[86]
- 5月12日 - 藤井威、日本の元官僚、元内閣官房・総理府職員、外交官。元大蔵省理財局長、元内閣内政審議室長、元スウェーデン・ラトビア特命全権大使（* 1940年）[87]
- 5月12日 - 源鬼彦、日本の俳人（* 1943年）[88]
- 5月12日 - 浅野孝已、日本のギタリスト、音楽プロデューサー、ゴダイゴメンバー（* 1951年）[89][90]
- 5月12日 - ジョージ秋山、日本の漫画家（* 1943年）[91][92]
- 5月13日 - ガブリエル・バキエ（英語版）、フランスのバリトン歌手（* 1924年）[93]
- 5月13日 - シャドリ・クリービー（英語版）、チュニジアの政治家、第4代アラブ連盟事務局長（* 1925年）[94]
- 5月13日 - ロルフ・ホーホフート、ドイツの劇作家（* 1931年）[95]
- 5月13日 - 荻野芳朗、日本の実業家、ピックルスコーポレーション会長（* 1943年）[96]
- 5月13日 - 井波律子、日本の中国文学者、国際日本文化研究センター名誉教授（* 1944年）[97]
- 5月13日 - 勝武士幹士、日本の大相撲力士【高田川部屋所属】（* 1991年）[98]
- 5月14日 - アンジェロ・ロ・フォレーゼ、イタリアのテノール歌手（* 1920年）[99]
- 5月14日 - 財部鳥子、日本の詩人（* 1932年）[100]
- 5月14日 - ロナルド・ルディントン、アメリカ合衆国の元フィギュアスケート選手（* 1934年）[101]
- 5月14日 - ボブ・ワトソン、アメリカ合衆国の元MLB選手・ゼネラルマネージャー（* 1946年）[102]
- 5月14日 - フィリス・ジョージ（英語版） - アメリカ合衆国のスポーツキャスター、1971年にミス・アメリカに選出（* 1949年）[103]
- 5月14日 - ホルヘ・サンタナ（英語版）、メキシコのギタリスト、元マロ（英語版）／サンタナメンバー（* 1951年）[104]
- 5月14日 - 一井久司、日本のテレビプロデューサー、元日本放送協会（NHK）プロデューサー（* 1951年）[105]
- 5月15日 - フレッド・ウィラード、アメリカ合衆国の俳優、声優、コメディアン（* 1933年）[106]
- 5月15日 - 葉永烈、中華人民共和国の作家（* 1940年）[107]
- 5月15日 - 李鵬飛（中国語版）、香港の政治家、自由党初代主席（* 1940年）[108]
- 5月15日 - フィル・メイ（英語版）、イギリスの歌手、プリティ・シングスメンバー（* 1944年）[109]
- 5月15日 - リン・シェルトン（英語版）、アメリカ合衆国の映画監督（* 1965年）[110]
- 5月15日 - エツィオ・ボッソ（英語版）、イタリアのピアニスト、作曲家、指揮者（* 1971年）[111]
- 5月15日 - 川口敦典、日本の漫才師、お笑いコンビ「てんしとあくま」メンバー（* 1983年）[112]

## (16日 - 31日)

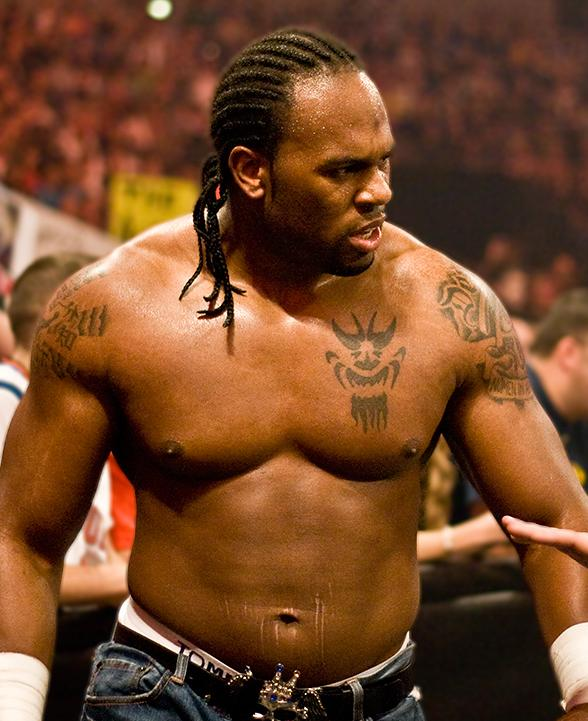
シャド・ガスパード／5月17日没

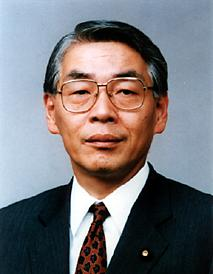
加藤紀文／5月18日没

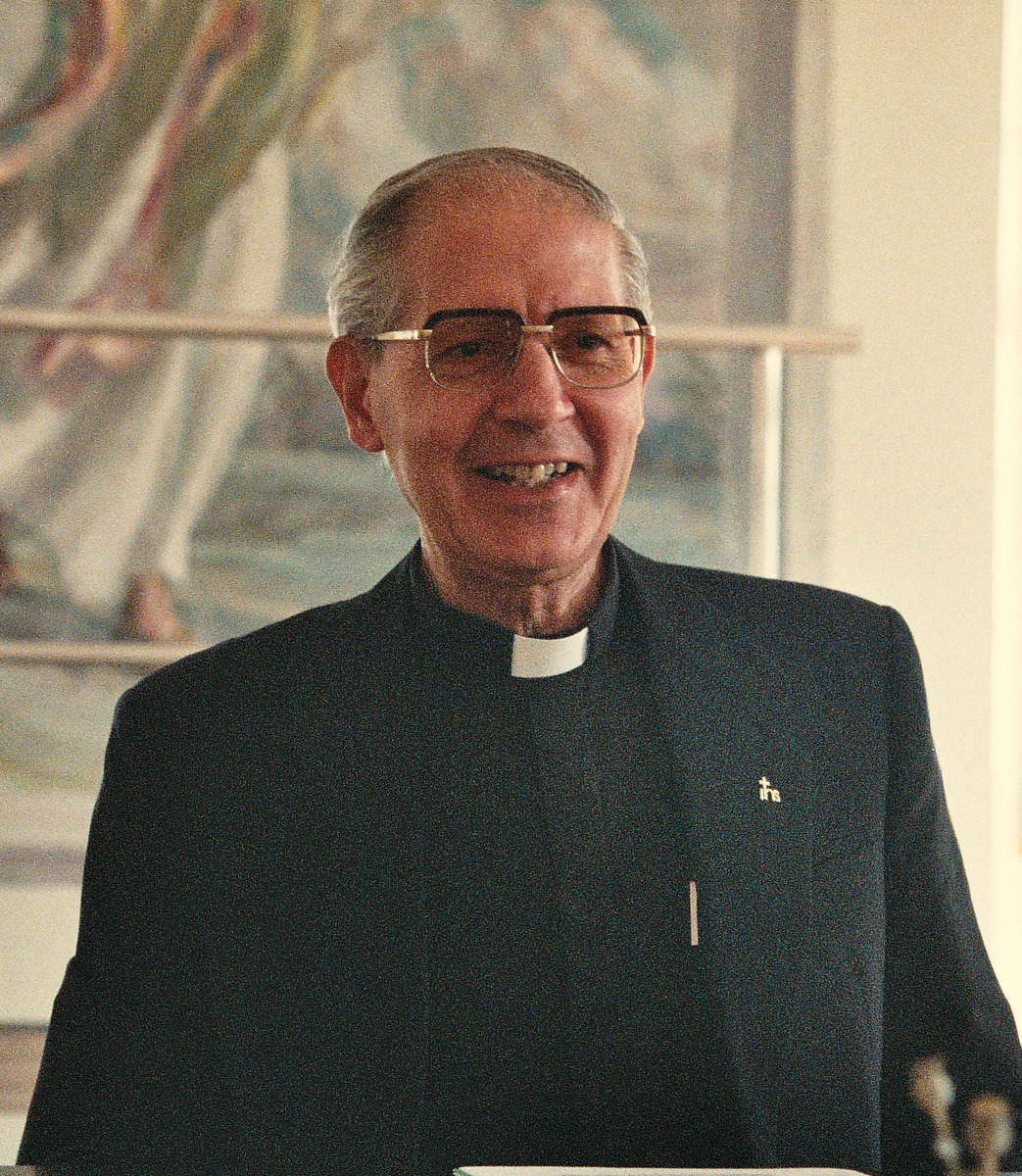
アドルフォ・ニコラス／5月20日没

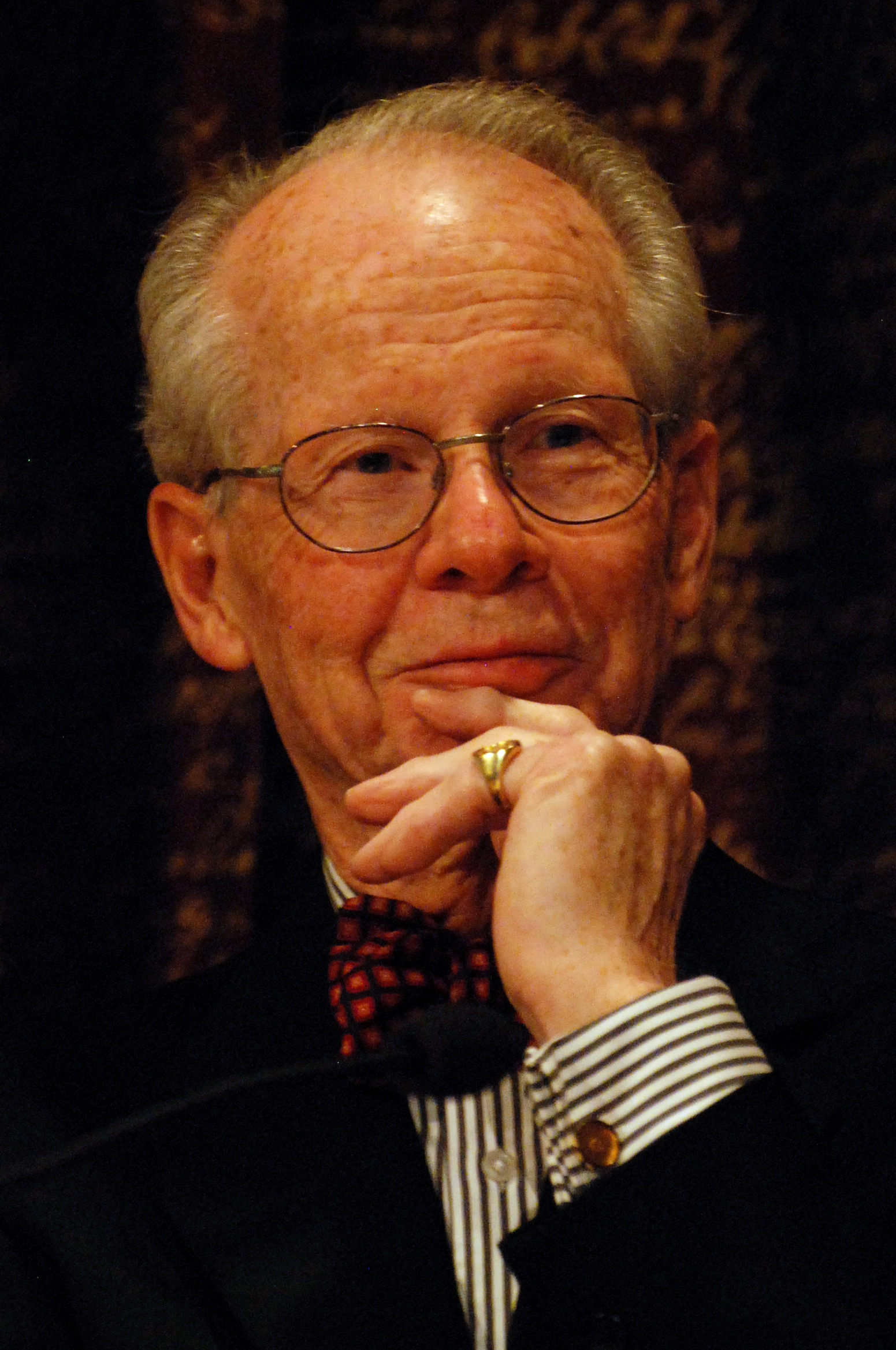
オリバー・ウィリアムソン／5月21日没

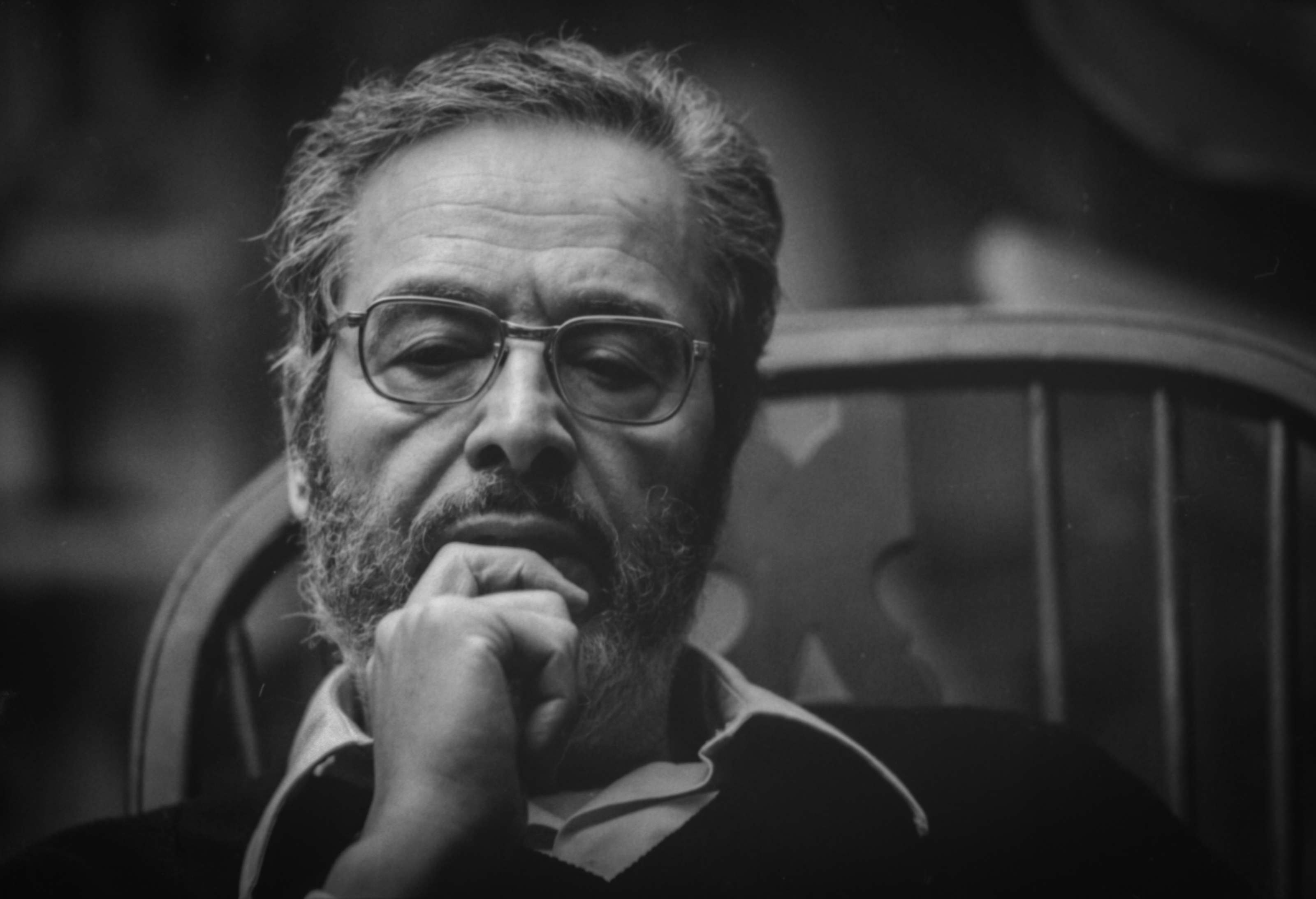
アルベール・メンミ／5月22日没

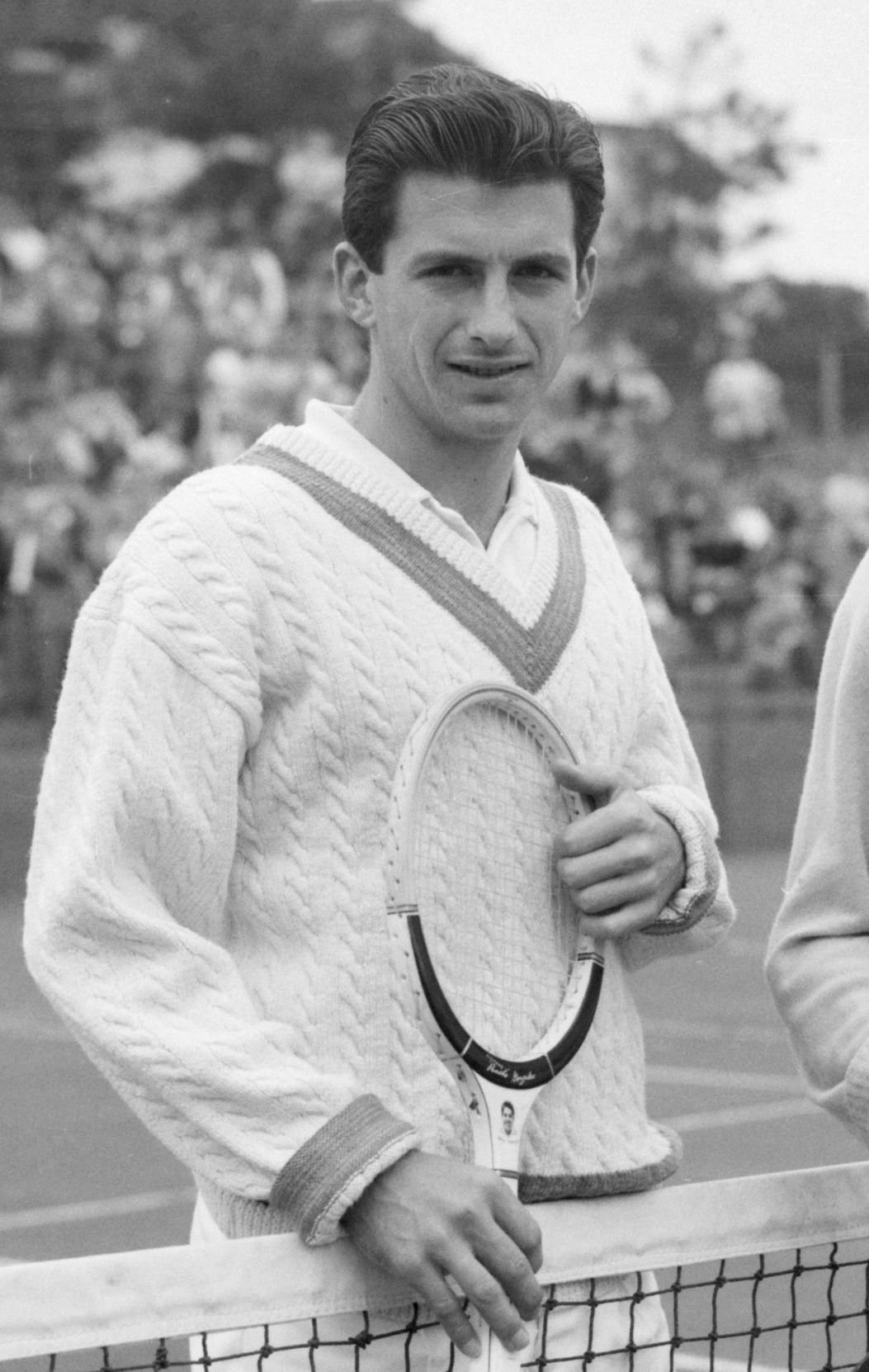
アシュレー・クーパー／5月22日没

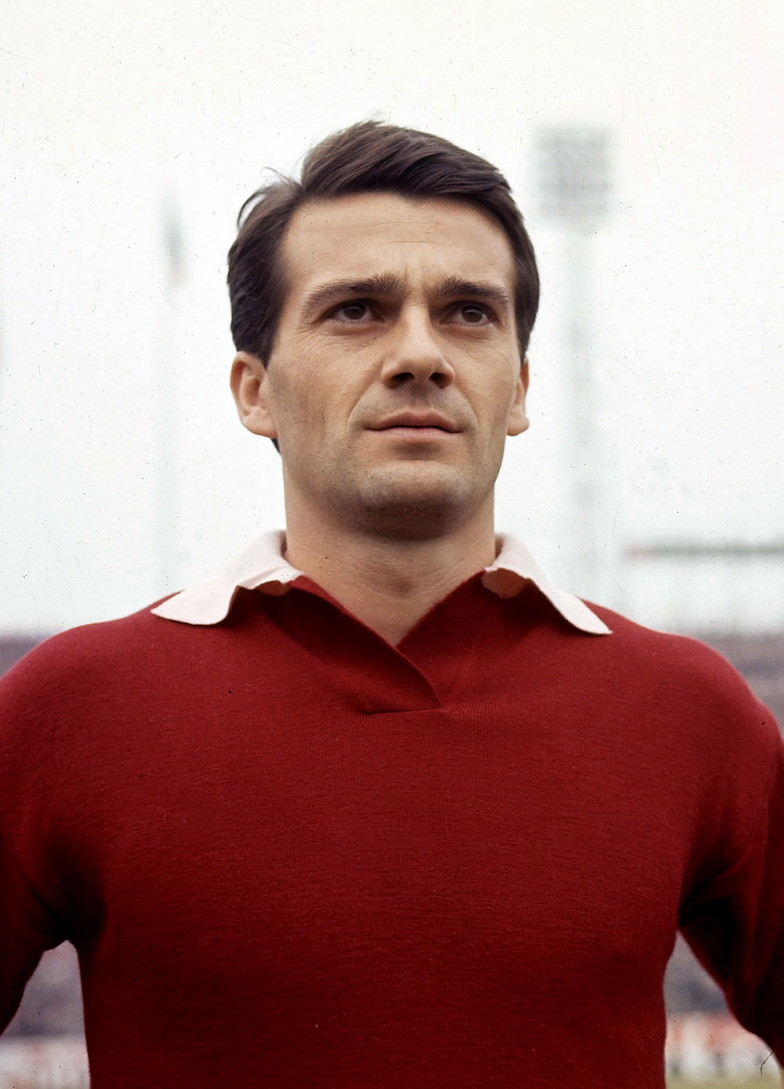
ルイジ・シモーニ／5月22日没

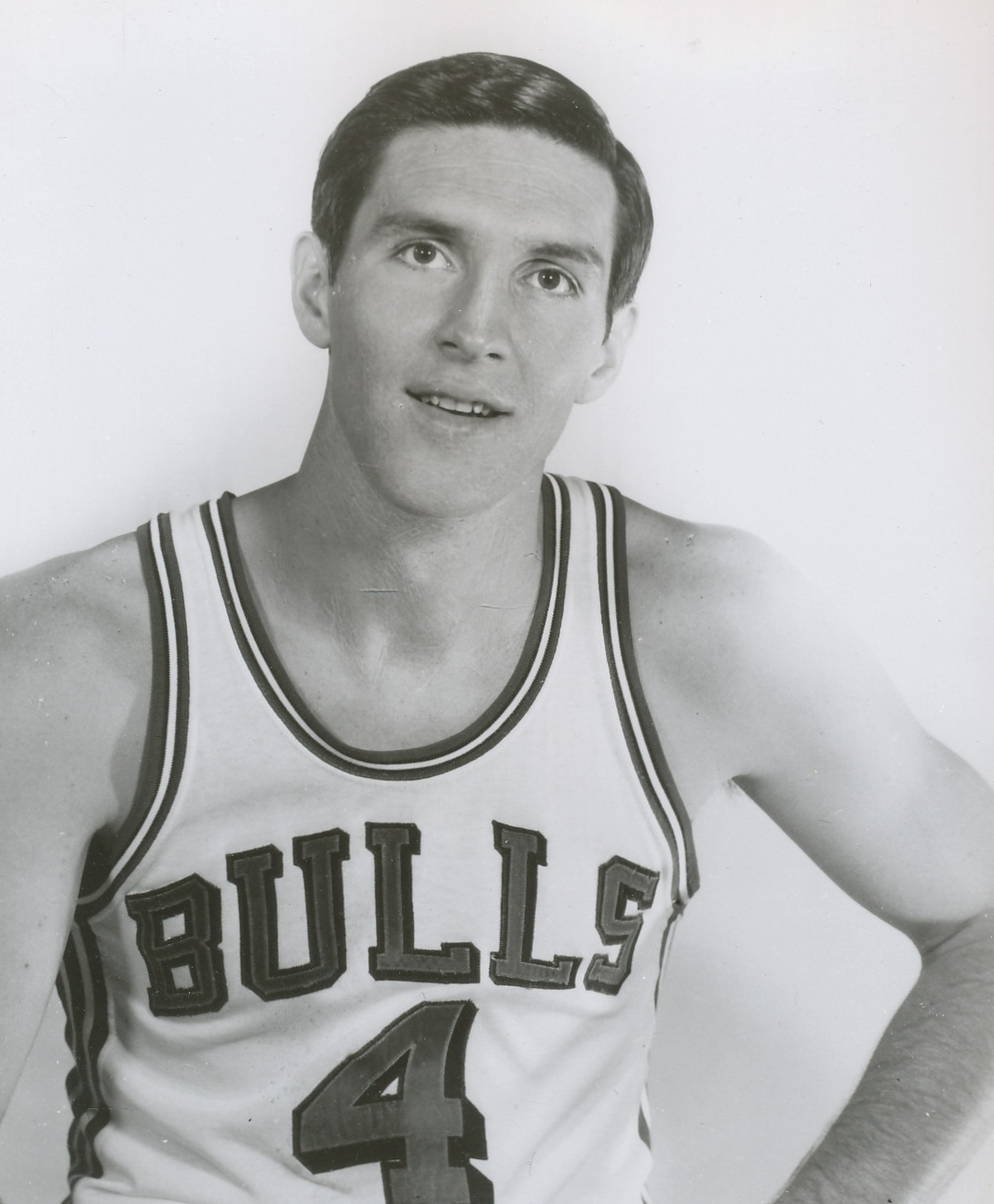
ジェリー・スローン／5月22日没

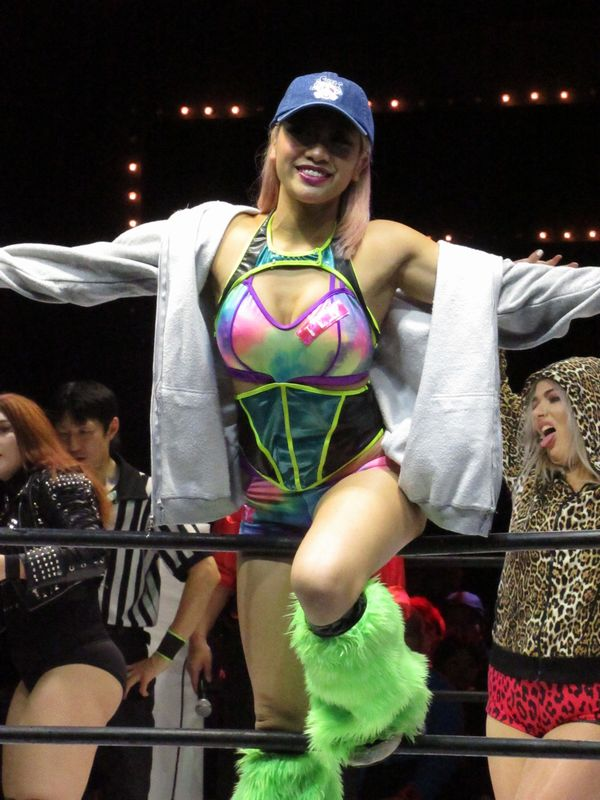
木村花／5月23日没

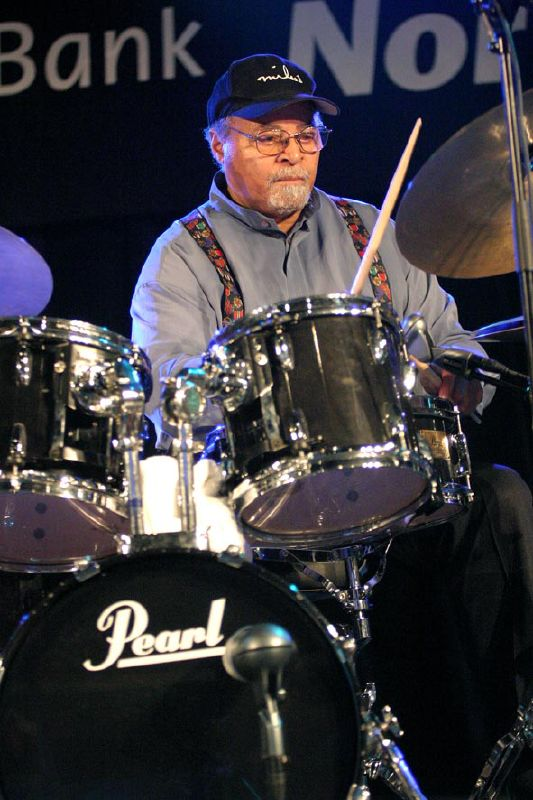
ジミー・コブ／5月24日没

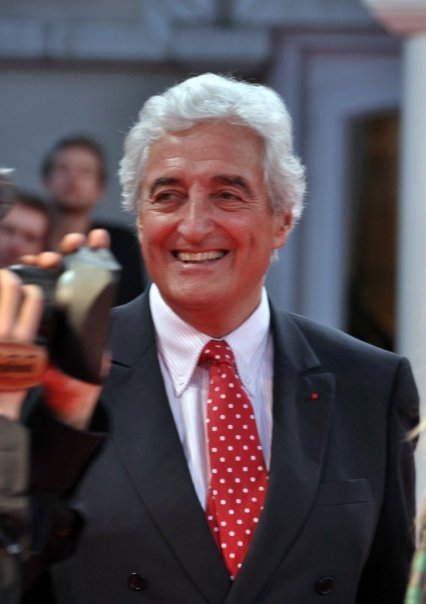
ジャン＝ルー・ダバディ／5月24日没

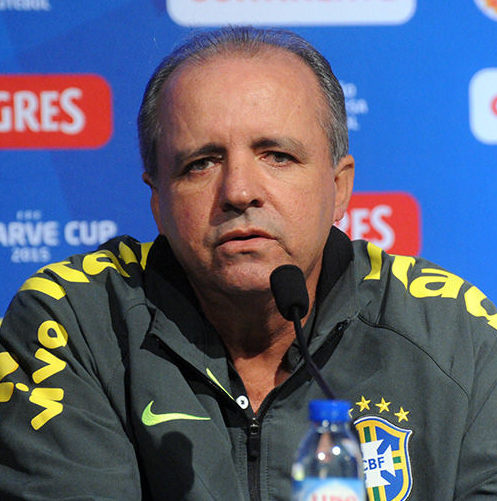
バドン／5月25日没

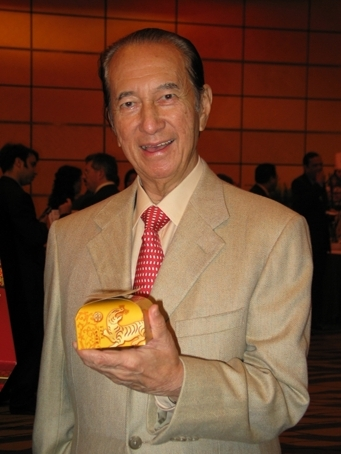
スタンレー・ホー／5月26日没

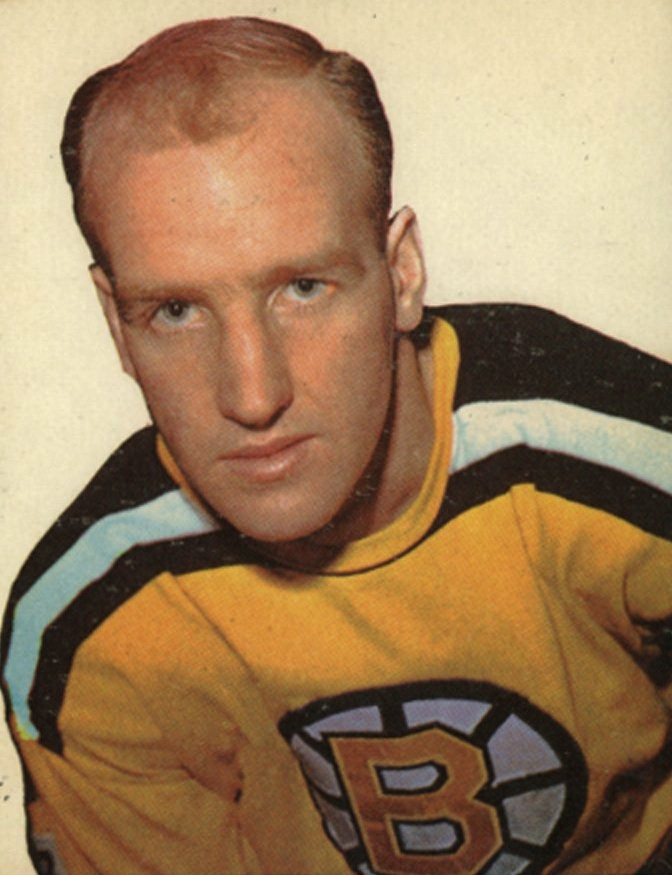
クリフ・ペニントン／5月26日没

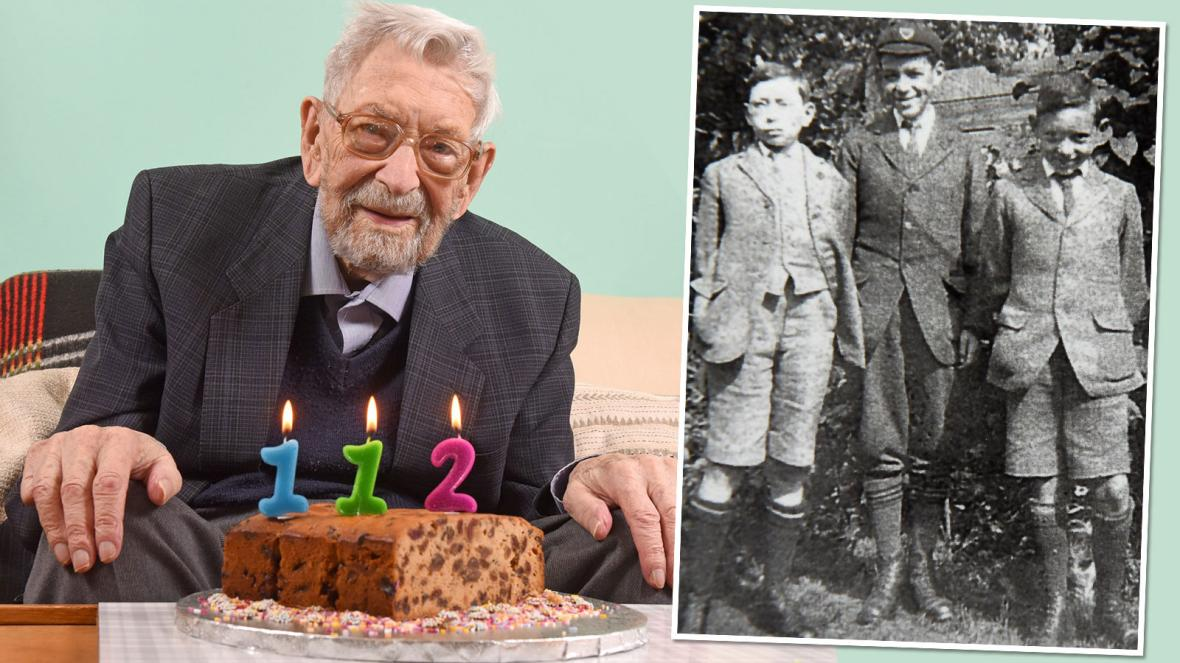
ロバート・ウェイトン／5月28日没

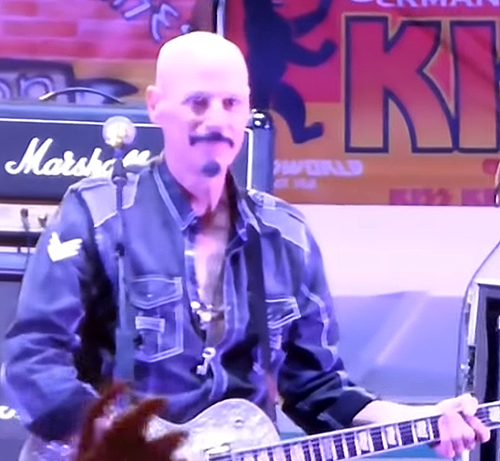
ボブ・キューリック／5月28日没

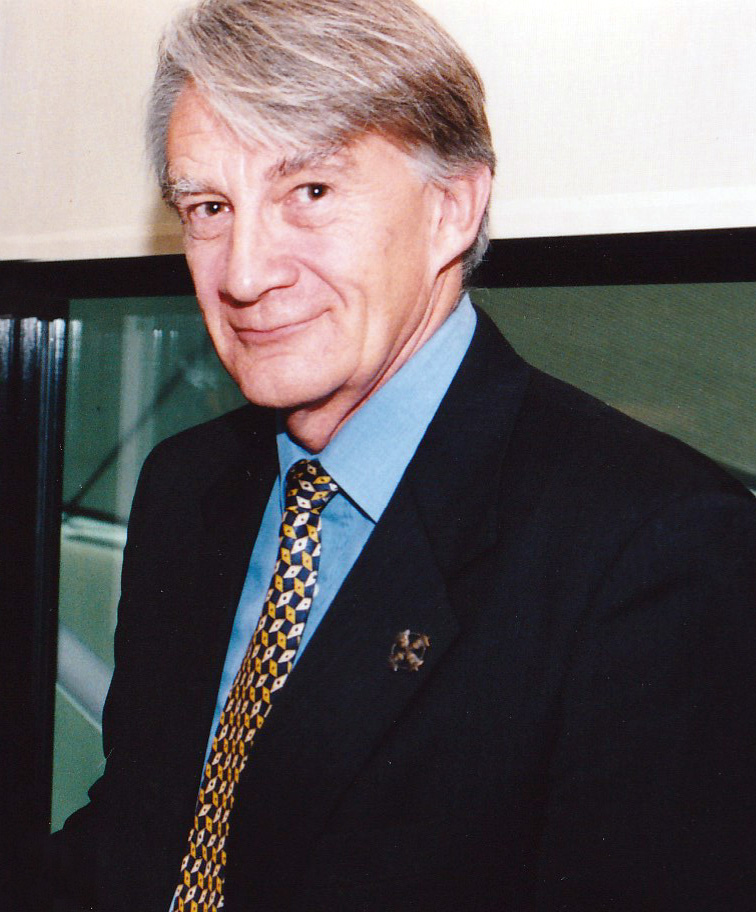
ロン・J・ジョンストン／5月29日没

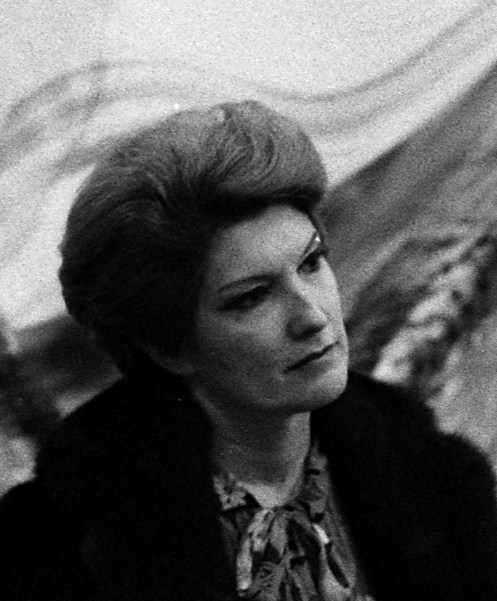
マディ・メスプレ／5月30日没

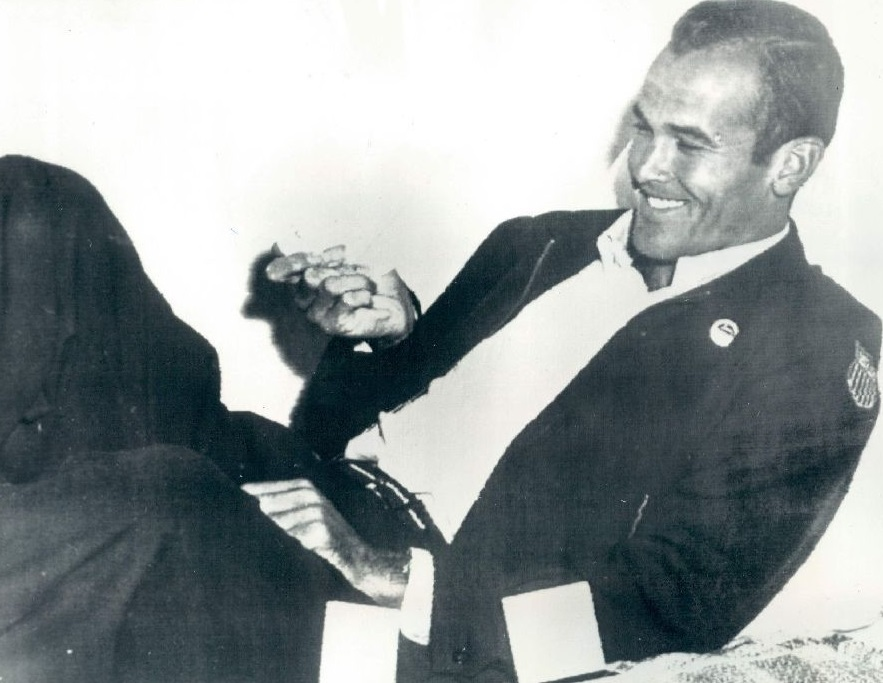
ボビー・モロー／5月30日没

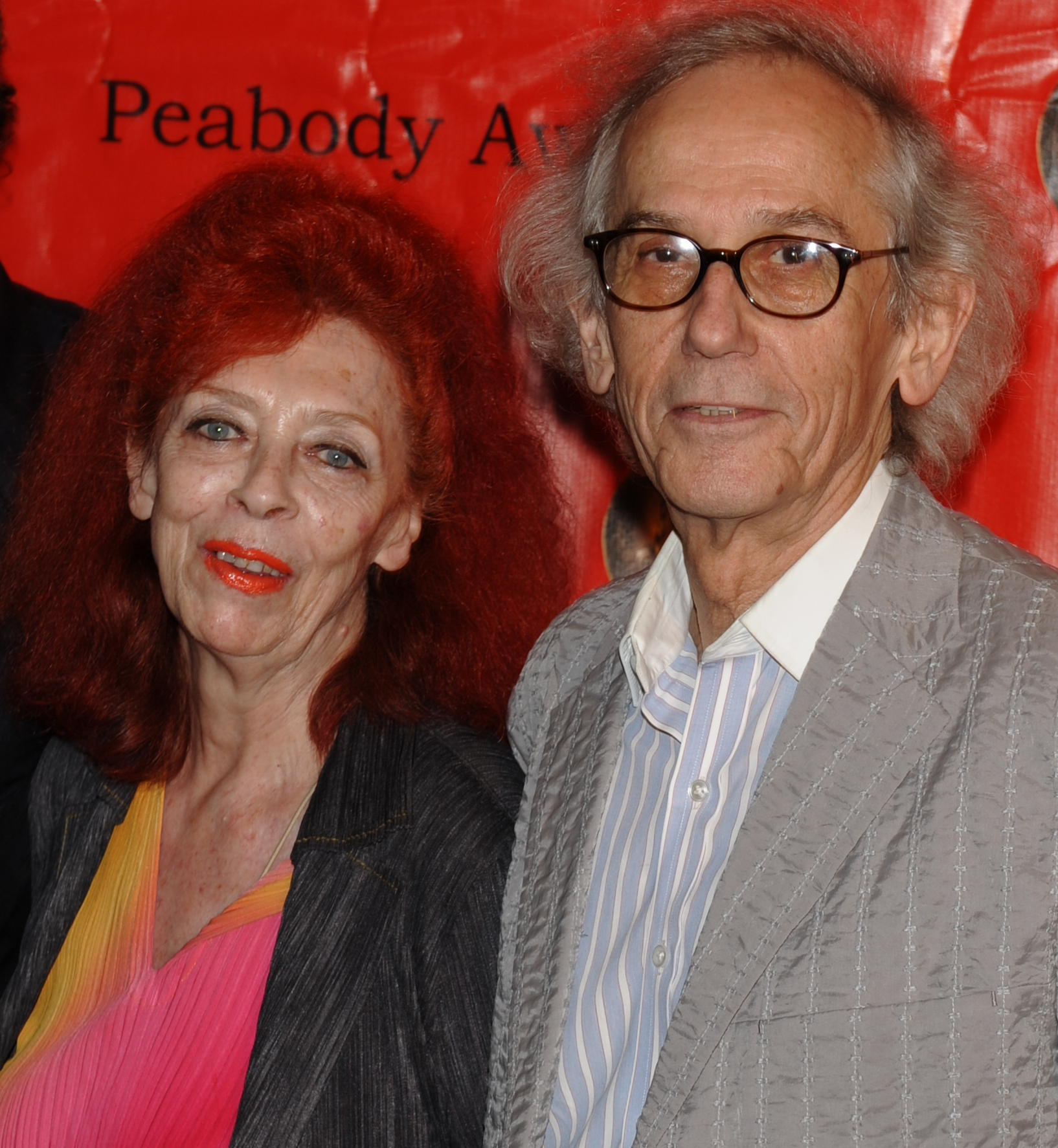
クリスト／（右）5月31日没

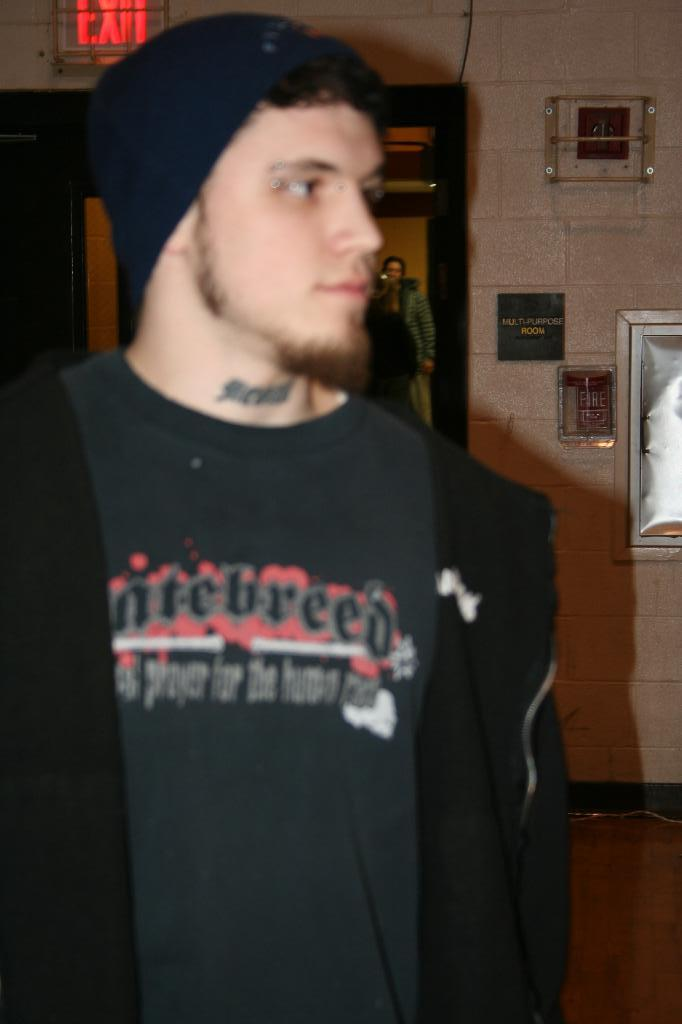
ダニー・ハボック／5月31日没

- 5月16日 - 鍾肇政（中国語版）、台湾の小説家（* 1925年）[113]
- 5月16日 - ドン・トレナー（英語版）、アメリカ合衆国のジャズピアニスト（* 1927年）[114]
- 5月16日 - 鏡味健二郎、日本の太神楽曲芸師（* 1935年）[115]
- 5月16日 - フリオ・アンギータ（スペイン語版）、スペインの政治家、元スペイン共産党書記長（* 1941年）[116]
- 5月16日 - 本郷良直、日本の高校野球審判員、元日本高等学校野球連盟評議員・審判規則委員（* 1941年?）[117]
- 5月16日 - ホセイン・カーゼンプール・アルダビーリー、イランの政治家、外交官、元同国商務大臣・OPEC代表、元駐日大使（* 1952年）[118][119]
- 5月17日 - ペーター・トーマス（英語版）、ドイツの映画音楽作曲家（* 1925年）[120]
- 5月17日 - モニク・メルキュール（英語版）、カナダの女優（* 1930年）[121]
- 5月17日 - 坂本哲郎、日本のテレビマン、実業家、フジテレビスポーツ部ディレクター、岡山放送／共同テレビジョン元社長（* 1930年）[122]
- 5月17日 - 相賀一郎、日本の農学者、生物環境調節工学者、大阪府立大学元学長・名誉教授、福岡国際大学元学長（* 1933年）[123]
- 5月17日 - 杜偉（中国語版、ウクライナ語版、英語版）、中華人民共和国の外交官、同国駐イスラエル大使、元駐ウクライナ大使（* 1962年）[124]
- 5月17日 - 戸井田園子、日本の家電コーディネーター（* 1963年?）[125]
- 5月17日 - ラッキー・ピータースン（英語版）、アメリカ合衆国のブルースミュージシャン（* 1964年）[126]
- 5月17日 - シャド・ガスパード、アメリカ合衆国のプロレスラー（* 1981年）[127]
- 5月17日 - 吹原幸太、日本の脚本家、演出家、構成作家、小説家、俳優（* 1982年）[128]
- 5月18日 - 関頑亭、日本の彫刻家（* 1919年）[129]
- 5月18日 - 嶋悌司、日本の醸造家、元朝日酒造専務（* 1929年）[130]
- 5月18日 - 加藤紀文、日本の政治家、元参議院議員・総務副大臣【自由民主党所属】（* 1948年）[131]
- 5月18日 - マルコ・エルスナー（英語版）、スロベニアの元サッカー選手・指導者、元同国代表（* 1960年）[132]
- 5月18日 - ウィリー・K（英語版）、アメリカ合衆国のハワイアン・ミュージシャン（* 1960年?）[133]
- 5月19日 - アニー・グレン（英語版）、アメリカ合衆国の障害者支援活動家、ジョン・ハーシェル・グレン夫人（* 1920年）[134]
- 5月19日 - ケン・ナイティンゴール（英語版）、イギリスの映画音響技師（* 1928年）[135]
- 5月19日 - リチャード・アヌシキェヴィチ（英語版）、アメリカ合衆国の画家（* 1930年）[136]
- 5月19日 - 鈴木善弘、日本の種子生物学者、福島大学名誉教授（* 1932年）[137]
- 5月19日 - 田中一朗、日本の元プロ野球選手【南海ホークス所属】（* 1932年）[138]
- 5月19日 - 松田昌士、日本の実業家、元JR東日本社長（* 1936年）[139]
- 5月19日 - ラヴィ・ザカリアス（英語版）、インド出身のアメリカ合衆国のキリスト教弁証家（* 1946年）[140]
- 5月19日 - 亀田均、日本の博多人形師（* 1948年）[141]
- 5月19日 - 齊藤栄吉、日本の銀行家、富山銀行頭取（* 1955年）[142]
- 5月20日 - 塚本三郎、日本の政治家、元衆議院議員【日本社会党・民主社会党・民社党所属】、第5代民社党委員長（* 1927年）[143]
- 5月20日（訃報公表日） - マーガレット・モーハン（英語版）、イギリスのパラアスリート、1960年ローマアーチェリー・背泳ぎ、1972年ハイデルベルクダーチェリー、1980年アーネムローンボウルズペア金メダリスト（* 1928年）[144]
- 5月20日 - 磯野勉、日本の実業家、太田プロダクション創業者（* 1930年?）[145]
- 5月20日 - 福井正典、日本の実業家、福寿園第7代当主・名誉会長（* 1932年）[146]
- 5月20日 - アドルフォ・ニコラス、スペインのカトリック教会司祭、神学者、第30代イエズス会総長（* 1936年）[147]
- 5月20日 - 原田誠、日本の化学工学者、京都大学名誉教授（* 1936年?）[148]
- 5月20日 - ジャンフランコ・テレンツィ（英語版）：サンマリノの政治家、元同国執政（* 1941年）[149]
- 5月20日 - スラポン・トーウィチャックチャイグンタイ（英語版）、タイの政治家、元同国副首相・外務大臣（* 1953年）[150]
- 5月20日 - 木村綾子、日本のピアニスト、大阪音楽大学教授（* 1973年）[151]
- 5月21日 - 村井俊雄、日本の経済学者、慶應義塾大学名誉教授（* 1923年）[152]
- 5月21日 - デイビッド・ポーソン（英語版）、イギリスの福音派牧師（* 1930年）[153]
- 5月21日 - オリバー・ウィリアムソン、アメリカ合衆国の経済学者、ノーベル経済学賞受賞者（* 1932年）[154]
- 5月21日 - ニール・ハウレット（英語版）、イギリスのバリトン歌手（* 1934年）[155]
- 5月21日 - 木村尚史、日本の反応・分離工学者、東京大学名誉教授、元日本膜学会会長（* 1934年）[156]
- 5月21日 - 菊畑茂久馬、日本の画家（* 1935年）[157]
- 5月22日 - アルベール・メンミ、チュニジアの小説家、随筆家（* 1920年）[158]
- 5月22日 - ヘザー・チェイセン（英語版）、イギリスの女優（* 1927年）[159]
- 5月22日 - 溝口進、日本の政治家、前南砺市長（* 1930年）[160]
- 5月22日 - アシュレー・クーパー、オーストラリアの元テニス選手、1958年全米・全英・1957年&58年全豪王者（* 1936年）[161]
- 5月22日 - デニース・クローネンバーグ（英語版）、カナダの衣裳デザイナー（* 1938年）[162]
- 5月22日 - ルイジ・シモーニ、イタリアの元サッカー選手・指導者（* 1939年）[163]
- 5月22日 - 赤澤立三、日本の音楽家、元日本大学教授、西東京市文化芸術振興会代表理事（* 1940年）[164]
- 5月22日 - ジェリー・スローン、アメリカ合衆国の元バスケットボール選手・指導者、バスケットボール殿堂（* 1942年）[165]
- 5月22日 - モリー・カンテ（英語版）、ギニアの歌手、コラ奏者（* 1950年）[166]
- 5月22日 - アナトリー・マトヴィエンコ（英語版）、ウクライナの政治家、第12代クリミア自治共和国首相（* 1953年）[167]
- 5月22日 - 袁広泉、中華人民共和国の翻訳家、歴史学者（* 1963年）[168]
- 5月22日 - スティーヴ・ハンフォード（英語版）、アメリカ合衆国のドラマー、元ポイズン・アイディアメンバー（* 1969年）[169]
- 5月22日 - ミルジャン・ムルダコビッチ（英語版）、セルビアの元サッカー選手（* 1982年）[170]
- 5月23日 - エディー・サットン（英語版）、アメリカ合衆国のバスケットボール指導者、バスケットボール殿堂（* 1936年）[171]
- 5月23日 - マリア・ベーリョ・ダ・コスタ（ポルトガル語版）、ポルトガルの作家、カモンイス賞受賞者（* 1938年）[172]
- 5月23日 - アルベルト・アレシナ（英語版）、イタリアの経済学者、ハーバード大学教授（* 1957年）[173]
- 5月23日 - 伊藤達文、日本のアニメーター、アニメ監督、アニメ演出家（* 1964年）[174]
- 5月23日 - ワレリー・ダビデンコ（ウクライナ語版）、ウクライナの政治家、元同国国会議員（*1973年）[175]
- 5月23日 - 木村花、日本の女子プロレスラー（* 1997年）[176]
- 5月23日 - ウィリー・スパークス（英語版）、アメリカ合衆国のドラマー、元グラハム・セントラル・ステーションメンバー（* 生年不明）[177]
- 5月24日 - 坪由宏、日本の生物学者、神戸大学名誉教授（* 1926年）[178]
- 5月24日 - 有賀和子、日本のピアニスト、桐朋学園大学名誉教授（* 1927年）[179]
- 5月24日 - アル・レックス（英語版）、アメリカ合衆国のベーシスト、ビル・ヘイリー&ヒズ・コメッツメンバー（* 1928年）[180]
- 5月24日 - ジミー・コブ、アメリカ合衆国のジャズドラマー（* 1929年）[181]
- 5月24日 - 関口欣也、日本の建築史家、横浜国立大学名誉教授（* 1932年）[182]
- 5月24日 - 野村岳也、日本の映画監督（* 1933年）[183]
- 5月24日 - 大久保孝夫、日本の洋画家（* 1934年）[184]
- 5月24日 - ジャン＝ルー・ダバディ、フランスの作詞家・脚本家（* 1938年）[185]
- 5月24日 - カルロ・デュランテ（イタリア語版）、イタリアの陸上競技選手、1992年バルセロナパラリンピックマラソンB1金メダリスト（* 1946年）[186]
- 5月24日 - ビフ・ポコロバ（英語版）、アメリカ合衆国の元MLB選手（* 1953年）[187]
- 5月25日 - 玄勝鍾（朝鮮語版）、大韓民国の政治家、元国務総理（* 1919年）[188]
- 5月25日 - バルビール・シン・シニア（英語版）、インドの元フィールドホッケー選手、1948年ロンドン・1952年ヘルシンキ・1956年メルボルンオリンピック金メダリスト（* 1923年）[189]
- 5月25日 - レナーテ・クレスナー（ドイツ語版）、ドイツの女優（* 1945年）[190]
- 5月25日 - 大橋宏、日本の舞台演出家（* 1955年）[191]
- 5月25日 - バッキー・バクスター（英語版）、アメリカ合衆国のペダルスティール・ギター奏者（* 1955年）[192]
- 5月25日 - バドン、ブラジルの元サッカー選手・指導者、元同国女子代表監督（* 1956年）[193]
- 5月25日 - 高瀬将嗣、日本の俳優、スタントマン、殺陣師（* 1957年）[194]
- 5月25日 - 呉朋奉（中国語版）、台湾の俳優、振付師（* 1964年）[195]
- 5月25日 - ジョージ・フロイド、アメリカ合衆国の男性（* 1974年?）[196]
- 5月25日 - ジョセフ・ブアス（英語版）、カメルーンのサッカー選手（* 1999年）[197]
- 5月26日 - スタンレー・ホー、香港・マカオの実業家（* 1921年）[198]
- 5月26日 - 丸橋恒夫、日本の劇団事務職員、編集者、前進座座友（* 1924年）[199]
- 5月26日 - オレー・ホルニキーヴィクツ、オーストリアの生化学者、ウルフ賞受賞者（* 1926年）[200]
- 5月26日 - 崔書勉、大韓民国の歴史家、国際韓国研究院長（* 1928年）[201]
- 5月26日 - プララド・ジャニ（英語版）、インドのヨーガ行者、気食主義者（* 1929年）[202]
- 5月26日 - リチャード・ハード（英語版）、アメリカ合衆国の俳優（* 1932年）[203]
- 5月26日 - イスマイル・ハック・カラダユ、トルコの元軍人、元同国参謀総長（* 1932年）[204]
- 5月26日 - 中原弘道、日本の物理学者、東京都立大学名誉教授、日本放射化学会初代会長（* 1936年）[205]
- 5月26日 - クリフ・ペニントン、カナダの元アイスホッケー選手、1960年スコーバレーオリンピック銀メダリスト（* 1940年）[206]
- 5月26日 - イルム・ヘルマン（英語版）、ドイツの女優（* 1942年）[207]
- 5月26日 - アンソニー・ジェームズ、アメリカ合衆国の俳優、画家（* 1942年）[208]
- 5月26日 - グリン・パードー、イングランドの元サッカー選手（* 1946年）[209]
- 5月26日 - クリスチャン・ムブル（英語版）、イングランドのサッカー選手（* 1996年）[210]
- 5月27日 - ペギー・ポープ（英語版）、アメリカ合衆国の女優（* 1929年）[211]
- 5月27日 - 秦哲美、日本の政治家、元埼玉県議会議員（* 1929年）[212]
- 5月27日 - 梅林正直、日本の土壌肥料学者、三重大学名誉教授（* 1933年）[213]
- 5月27日 - 上原方成、日本の地盤工学者、琉球大学名誉教授（* 1933年）[214]
- 5月27日 - ラリー・クレーマー（英語版）、アメリカ合衆国の劇作家、人権活動家（* 1935年）[215]
- 5月27日 - 菊地昌実、日本の仏文学・比較文学者、北海道大学名誉教授（* 1938年）[216]
- 5月28日 - ロバート・ウェイトン、イギリスのスーパーセンテナリアン、存命中の世界最高齢男性だった人物（* 1908年）[217][218]
- 5月28日 - レニー・ニーハウス、アメリカ合衆国のジャズサクソフォーン奏者、映画音楽作曲家（* 1929年）[219]
- 5月28日 - ギィ・ブドス（英語版）、フランスの脚本家、俳優、コメディアン（* 1934年）[220]
- 5月28日 - 坂本尚弘、日本の実業家、元敷島紡績（現シキボウ）社長（* 1934年）[221]
- 5月28日 - クロード・ゴアスゲン（フランス語版）、フランスの政治家、同国国会議員（* 1945年）[222]
- 5月28日 - ボブ・キューリック、アメリカ合衆国のギタリスト、音楽プロデューサー（* 1950年）[223]
- 5月29日 - アブデラマン・ユースーフィ（英語版）、モロッコの政治家、第14代（12人目）同国首相（* 1924年）[224]
- 5月29日 - 三野優美、日本の政治家、元衆議院議員【日本社会党所属】（* 1931年）[225]
- 5月29日 - クリストファー・ブロックルバンク＝ファウラー、イギリスの政治家（* 1934年）[226]
- 5月29日 - カーティス・コークス（英語版）、アメリカ合衆国の元プロボクサー、元WBA／WBC世界ウェルター級王者（* 1937年）[227]
- 5月29日 - ロン・J・ジョンストン、イギリスの地理学者、エセックス大学元副学長、ブリストル大学教授（* 1941年）[228]
- 5月29日 - 久高幸枝、日本の写真家（* 1975年）[229]
- 5月30日 - 金容雲、大韓民国の数学者、漢陽大学校名誉教授（* 1927年）[230]
- 5月30日 - マディ・メスプレ、フランスのオペラ歌手（* 1931年）[231]
- 5月30日 - ボビー・モロー、アメリカ合衆国の元陸上競技選手、1956年メルボルンオリンピック100m・200m・4×100mリレー金メダリスト（* 1935年）[232]
- 5月30日 - エルサ・ドーフマン（英語版）、アメリカ合衆国の写真家（* 1937年）[233]
- 5月30日 - ジョン・カワード（英語版）、イギリスの海軍将校、元ジャージー副総督（* 1937年）[234]
- 5月30日 - ドン・ウェラー（英語版）、イギリスのジャズサクソフォーン奏者（* 1940年）[235]
- 5月30日 - ルーゼン・グネス（トルコ語版）、トルコのヴィオラ奏者（* 1940年）[236]
- 5月30日 - ヤオヴィ・アボイボ（英語版）、トーゴの政治家、第10代首相（* 1943年）[237]
- 5月30日 - 蒲池愛、日本の作曲家、ピアニスト（* 1972年?）[238]
- 5月31日 - アイリーン・トリプレット、アメリカ合衆国の南北戦争に起因する年金の最後の受給者（* 1930年）[239]
- 5月31日 - 永田武明、日本の法医学者、九州大学名誉教授（* 1931年）[240]
- 5月31日 - ボブ・ベネット（英語版）、アメリカ合衆国の野球指導者（* 1933年）[241]
- 5月31日 - ボブ・ノーザン（英語版）、アメリカ合衆国のジャズホルン奏者（* 1934年）[242]
- 5月31日 - クリスト、ブルガリア出身のアメリカ合衆国の芸術家（* 1935年）[243]
- 5月31日 - 岡村春彦、日本の俳優、演出家（* 1935年）[244]
- 5月31日 - ダン・ヴァン・ハッセン（英語版）、ドイツの俳優（* 1945年）[245]
- 5月31日 - 大西孝典、日本の政治家、元衆議院議員【民主党所属】（* 1956年）[246]
- 5月31日 - 浦川哲夫、日本の元陸上競技選手・指導者（* 1961年）[247]
- 5月31日 - ダニー・ハボック、アメリカ合衆国のプロレスラー（* 1986年）[248]
- 5月31日 - 大蔵博、日本の実業家、音楽プロデューサー、ヨロシタミュージック・ミディ社長（* 1948年）[249]